# Centre històric de Quito
El centre històric de Quito està situat al centre sud de la ciutat de Quito, a l'Equador. Abasta una superfície de 375,2 hectàrees (3,75 km2) i és considerat el conjunt històric millor conservat i un dels més importants d'Amèrica Llatina. Té al voltant de 130 edificacions monumentals (on s'allotja una gran diversitat d'art pictòric i escultòric, principalment de caràcter religiós inspirat en una diversa gamma d'escoles i estils) i cinc mil immobles registrats en l'inventari municipal de béns patrimonials.
Va ser declarat per la Unesco, juntament amb Cracòvia (Polònia), el primer Patrimoni Cultural de la Humanitat el 8 de setembre de 1978. El text assenyala: «Quito forma un conjunt sui generis harmònic on les accions de l'home i la naturalesa s'han ajuntat per crear una obra única i transcendental en la seva categoria». Es tracta del centre històric d'una ciutat menys alterat i el millor preservat d'Amèrica.

## Història
El centre històric de Quito ha estat, des de fa quatre segles, l'espai de major importància simbòlica de la nació equatoriana. Aquí l'espanyol Sebastián de Belalcázar va fundar la vila de San Francisco de Quito el 1534. Advertint el ràpid creixement, els conqueridors van convertir aquest punt en Bisbat (1545) i en Real Audiència (1575). D'aquesta època daten convents com la Concepció, Sant Agustín, San Francisco, La Merced i Santo Domingo que es conserven fins avui, al costat d'altres cent edificacions monumentals.

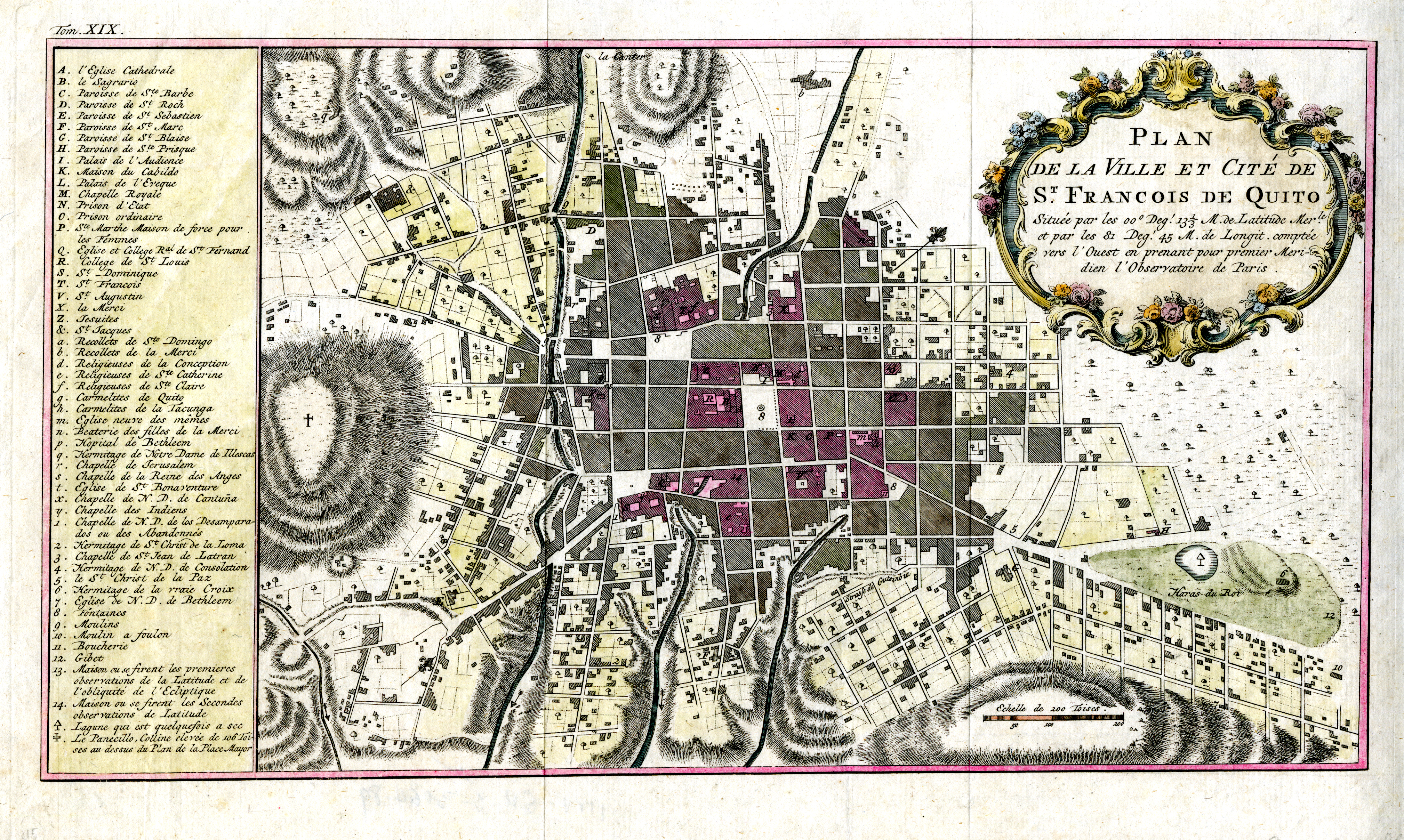
Plànol de Quito (1735).

La seu de la Real Audiència de Quito es va convertir el 1830 en la capital de la República de l'Equador. A partir de llavors aquesta població construïda en estil colonial espanyol, va sofrir algunes modificacions sobretot en el període presidencial de Gabriel García Moreno, qui el 1870 va ordenar la construcció de nous edificis d'estil neoclàssic.
Durant diversos anys va estar descurat, fet que va contribuir a la deterioració de moltes de les seves edificacions i que els seus carrers circumdants es veiessin envaïts pel comerç informal. Això li va restar bellesa i va contribuir a que el sector fos poc segur. La deterioració del lloc va començar el 1930, quan el trasllat de la residència dels habitants del Centre cap a nous llocs cap al nord, va fer que moltes edificacions del centre històric quedessin abandonades per ser posteriorment habitades per pobladors pobres i migrats del camp. Però això va canviar des de l'any 1997, quan es va iniciar el programa que l'Empresa de Desenvolupament del Centre Històric va impulsar per retornar a aquest lloc la seva esplendor d'antany i del que es pot gaudir en l'actualitat.
El 1987 va ser sacsejada per un terratrèmol que va afectar les edificacions. El congrés va crear el Fons de Salvament del Patrimoni Cultural (FONSAL) perquè treballés en la restauració, conservació i manteniment del patrimoni de Quito i dels seus voltants, mitjançant diversos projectes, així com conservar vives els costums i tradicions que reflecteixen la identitat dels habitants de la ciutat.

## Administració

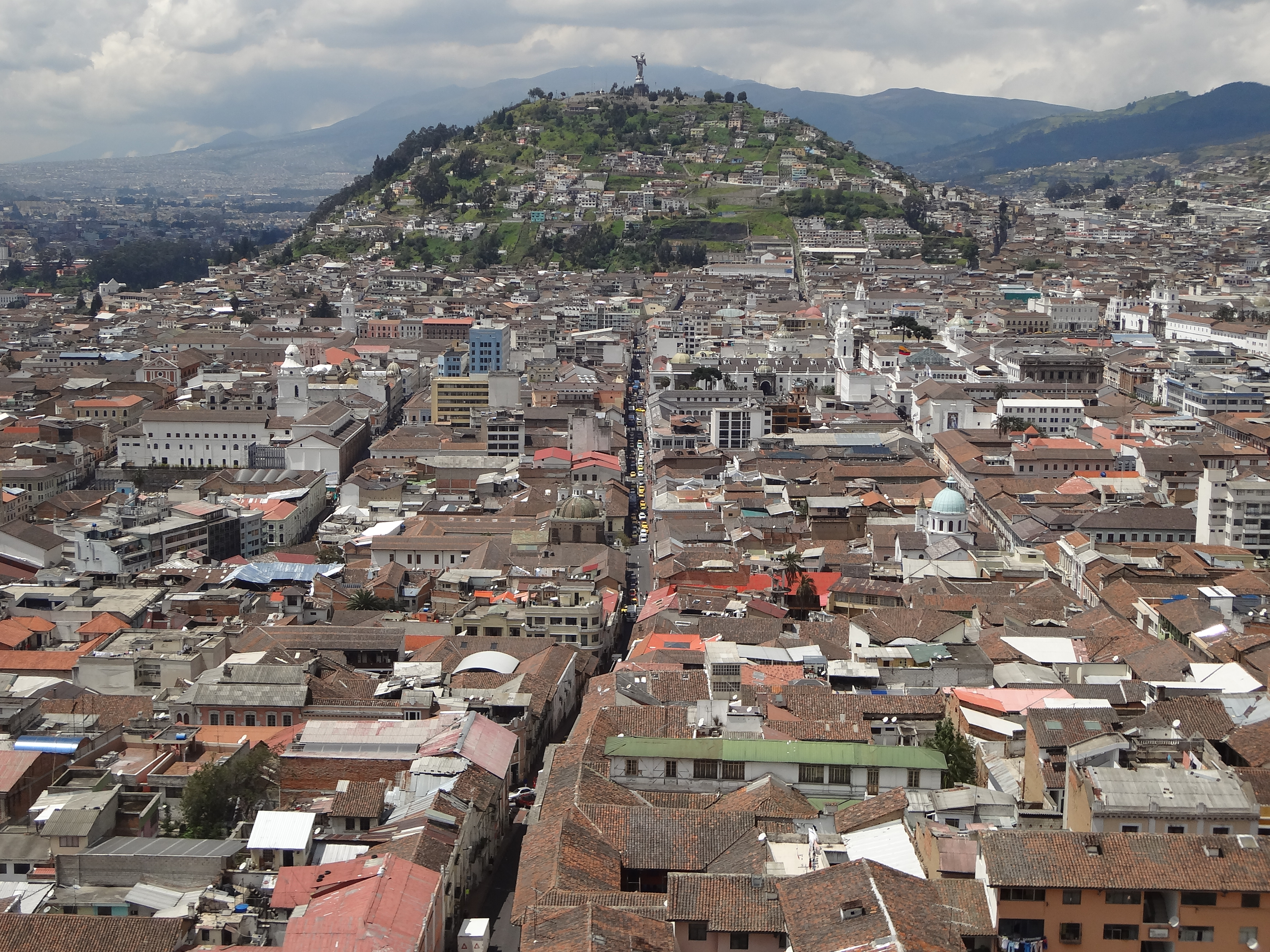
Vista del centre històric

Dins del districte Metropolità de Quito, i administrativament, el Centre Històric correspon a la parròquia del mateix nom, una de les 32 que componen el Districte, i és part de l'administració zonal Manuela Sáenz. Està envoltada per les parròquies de Sant Juan i Itchimbía al nord, La Libertat a l'oest, La Magdalena al sud, i Chimbacalle i Itchimbía a l'est.
Es tracta de la tercera divisió administrativa més petita de la ciutat i la primera quant a densitat de població; encara que és també la més important de totes doncs reflecteix la capitalitat del país. Des del punt de vista polític, resumeix la condició de ser l'indret del govern central, seu del govern local, i jurisdicció prevalguda de l'Església Catòlica; des del punt de vista simbòlic, el Centre Històric de Quito condensa un sentit d'identitat local i nacional; i finalment, des d'una perspectiva econòmica, ha esdevingut en un gran centre de comerç de caràcter popular.

### Demografia
La parròquia té una població que l'any 2010 arribava als 40.587 habitants, menor a la registrada amb prou feines nou anys abans, el 2001, quan tenia 50.982 habitants. Malgrat tot, el Centre Històric presenta una taxa de densitat poblacional summament alta de 10.823,2 hab/km², i un total de 15.570 habitatges ocupats pel que fa als 16.313 del 2001.
La taxa de creixement demogràfic de la parròquia és de -2,5%, cosa demostra la tendència de la gent a abandonar el lloc com a lloc d'habitatge permanent; representant amb prou feines l'1,8% del total d'habitants de la ciutat de Quito, en comparació del 4,2 que representava el 1990. El grup d'edat amb major presència està comprès entre els 19 a 35 anys, amb prop de 12.222 persones, seguit pel grup de 36 a 64 anys, amb 11.342 persones. La presència femenina és major que la masculina, amb un nombre de 20.536 i 20.051 habitants respectivament.

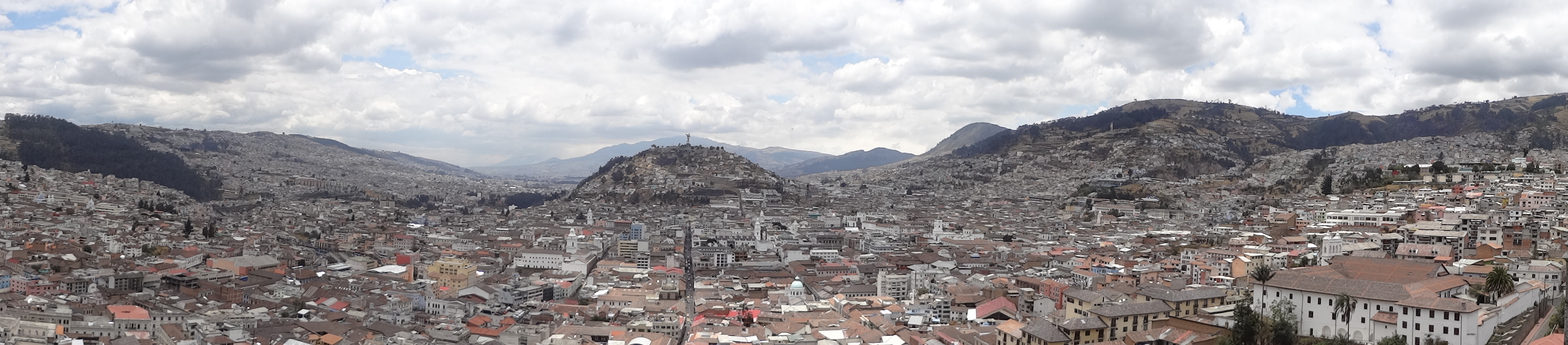
Vista panoràmica del centre històric de Quito

## Patrimoni

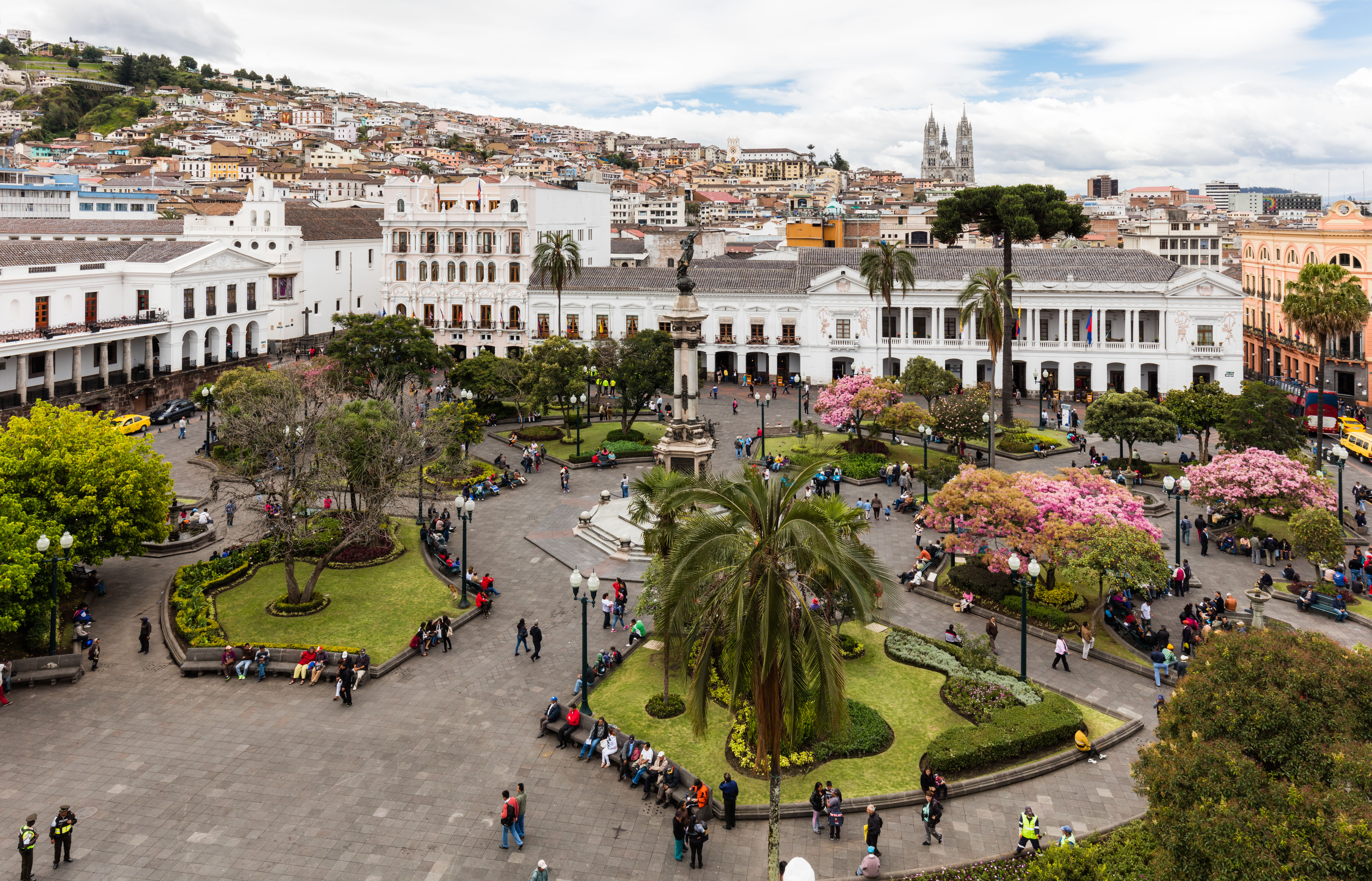
Plaça de la Independencia.

En els seus 3,75 km² el Centre Històric de Quito compta amb 4.286 immobles inventariats com a patrimonials, dels quals seixanta-quatre
estan catalogats com a monumentals, equivalents al 42% de l'arquitectura religiosa i 58% de l'arquitectura civil de la parròquia. A la seu de la Presidència de la República i a d'altres edificis governamentals, se sumen deu museus, vint-i-dos temples, diversos convents amb gairebé cinc segles d'antiguitat i altres edificacions de valor patrimonial. Cal ressaltar que el Palau de Cristall, encara que avui està situat en una altra parròquia, és part d'aquest inventari perquè va estar fins al 2001 en el sector.
La religiositat popular és una de les manifestacions culturals que es mantenen més fortament vives a l'entorn del Centre Històric de Quito; aquest fenomen es reforça per la presència del seu conjunt de temples i convents monumentals, així com la del Palau de l'arquebisbe de l'església catòlica. Aquestes edificacions religioses i les seves activitats generen al llarg de tot l'any l'afluència de visitants de totes les latituds.

### Esglésies
Durant segles coneguda com el claustre d'Amèrica per la seva gran concentració d'esglésies i monestirs en un espai reduït, el Centre Històric de Quito té tres de les construccions més emblemàtiques de l'arquitectura classista del continent: la Basílica del Voto Nacional, l'església de San Francisco i la de la Companyia de Jesús.

#### Basílica del Voto Nacional

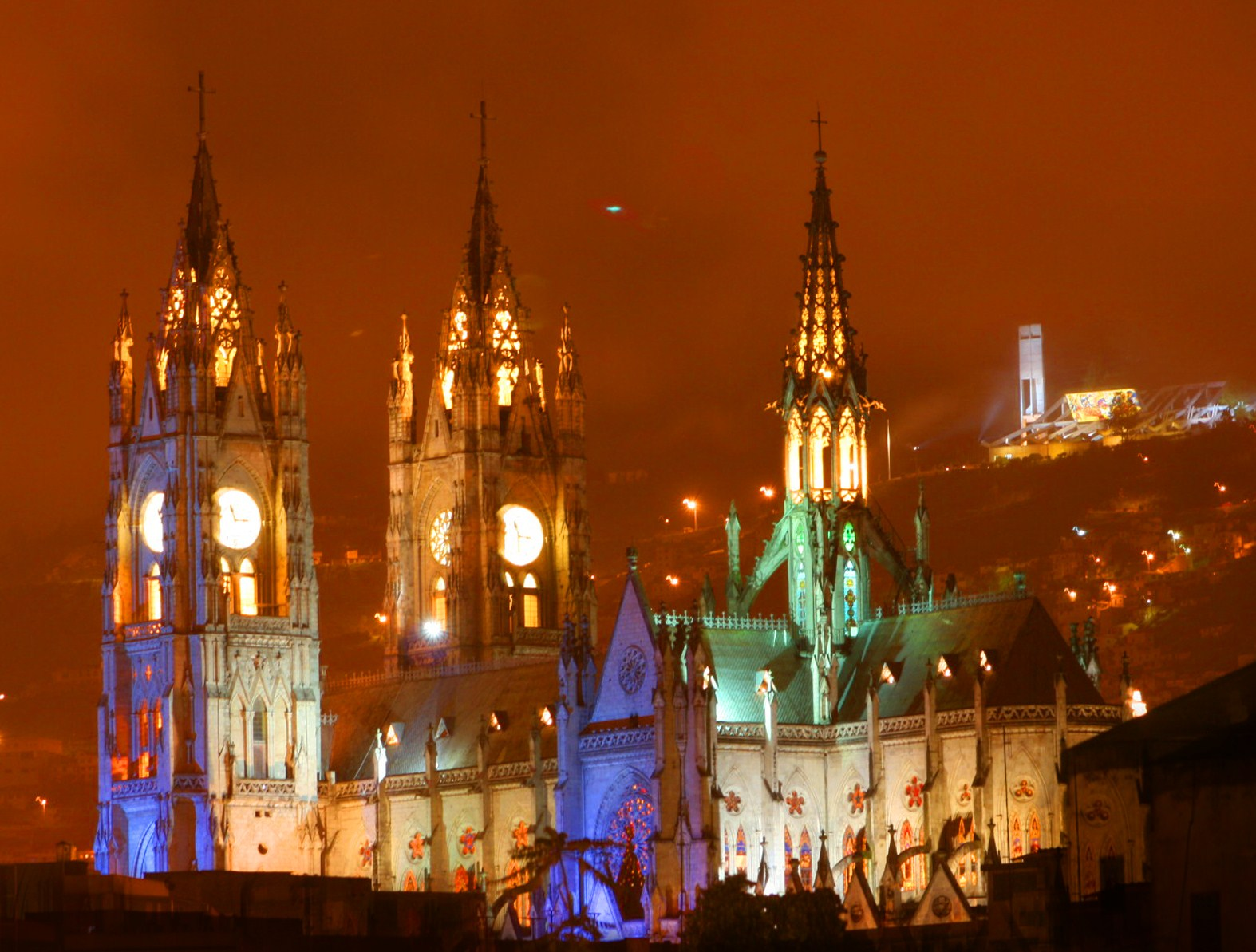
Basílica del Voto Nacional.

Aquesta monumental basílica és l'obra més important de l'arquitectura neogòtica equatoriana i una de les més representatives del continent americà, alhora la més gran en terres del nou món. Se situa en el sector cèntric de la ciutat de Quito, als carrers Carchi i Venezuela al costat del Convent dels pares Oblats. Aquest temple religiós va ser edificat per rememorar la consagració de l'Estat Equatorià al Sagrat Cor de Jesús, celebrada durant la presidència de Gabriel García Moreno el 1873. Té 115 m d'altura i està formada per 24 capelles internes que representen a les províncies de l'Equador. Aquest santuari va ser inaugurat i beneït pel papa Joan Pau II en la seva visita a l'Equador el 18 de gener de 1985. La basílica, tant per la seva estructura com pel seu estil, és comparada amb dues grans catedrals del món: la Basílica de Saint Patrick de Nova York i la Catedral de Notre Dame de París.
Un detall que distingeix a l'obra és la substitució de les clàssiques gàrgoles per rèptils i amfibis propis de la fauna equatoriana; a més estan disposats rosetons petris que representen a la flora de l'Equador. Des del punt més alt de la torre principal es pot observar la ciutat i les muntanyes que l'envolten. La nau central del temple té 140 m de llarg, 35 d'ample i 30 d'alt, on estan disposades 14 imatges de bronze que representen 11 apòstols i 3 evangelistes. Al llarg de la història de la seva construcció van ser diverses les aportacions realitzades perquè aquesta obra es dugués a terme. Els pares Oblats van donar el terreny on s'erigeix la basílica; per prosseguir amb la construcció es van acceptar donacions de creients que van proporcionar pedres a canvi de gravar-hi els seus noms. El 1985, l'Estat va implantar un impost per les compres de la sal per tal de continuar amb l'edificació i es va aconseguir acabar la construcció tan bon punt diverses generacions de picapedrers dediquessin les seves vides per edificar cada paret del recinte. Un altre dels atractius de la Basílica del Voto Nacional és el panteó de caps d'estat de l'Equador.

#### Catedral Metropolitana

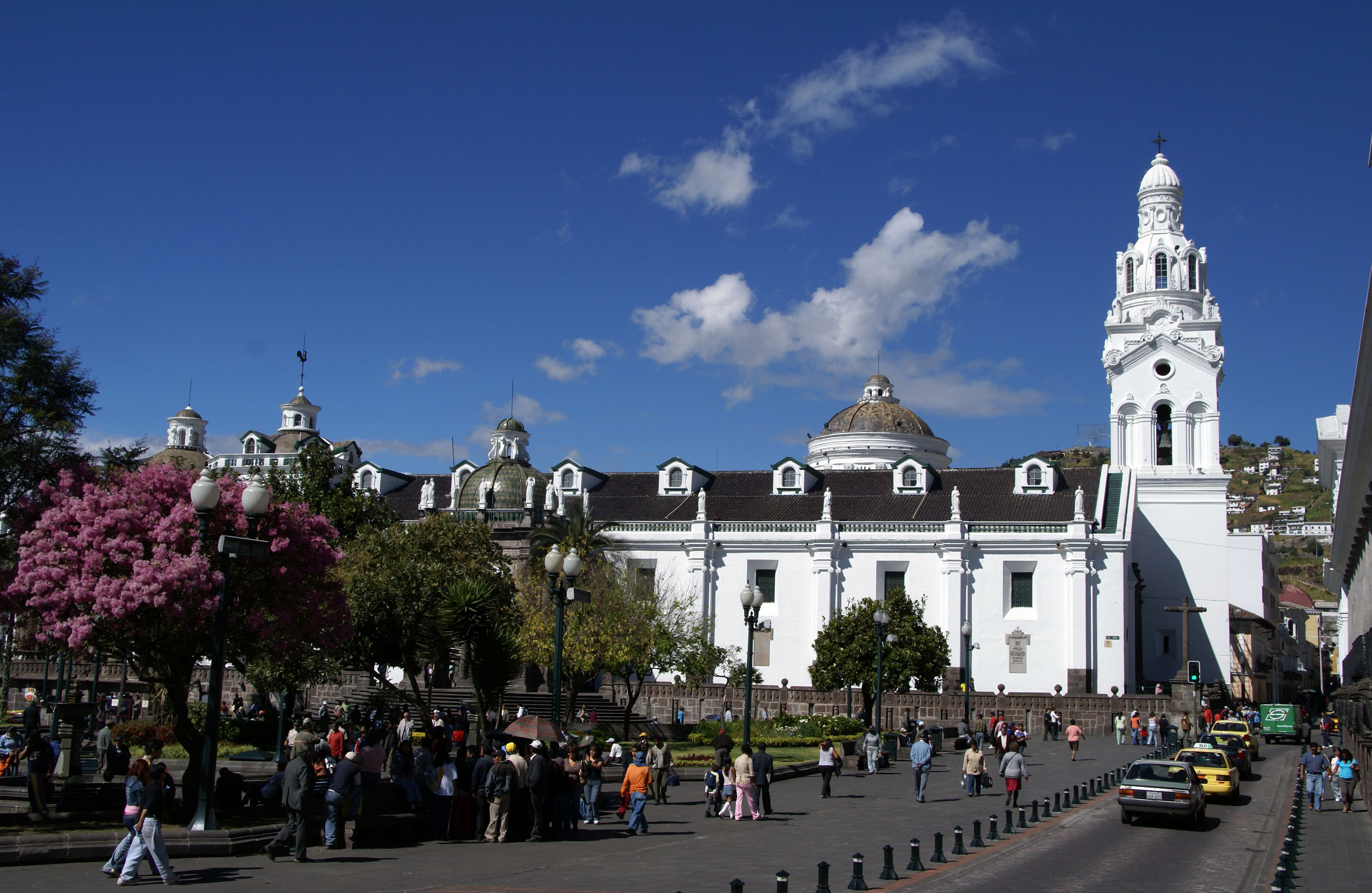
Catedral Metropolitana de Quito.

La Catedral Metropolitana, per la seva ubicació en el cor de la ciutat històrica i el fet que l'any 1995 va ser elevada a Catedral Primada de l'Equador, es va convertir en el temple catòlic de major jerarquia al país. És un dels símbols religiosos de major valor espiritual per a la comunitat catòlica de la ciutat. Està situada al carrer Espejo, entre García Moreno i Venezuela, en el costat sud de la Plaça Gran o Plaça de la Independència.
Després de la fundació de la vila de San Francisco de Quito, el 6 de desembre de 1534, el prevere Juan de Rodríguez, nomenat rector de la nova vila, va aixecar el primer temple provisional. Es tractava d'una construcció de tova, fusta i sostre de palla per a albergar als fidels durant la primera dècada. Amb l'erecció de la parròquia quitenya a Bisbat, el gener de 1545, es va nomenar bisbe a García Díaz Arias, que arribà a Quito el 13 d'abril de l'any següent, al costat del Vicari General Pedro Rodríguez de Aguayo, i van iniciar oficialment la construcció d'un temple major i amb millors condicions; això converteix a aquesta catedral en la més antiga de Sud-amèrica.

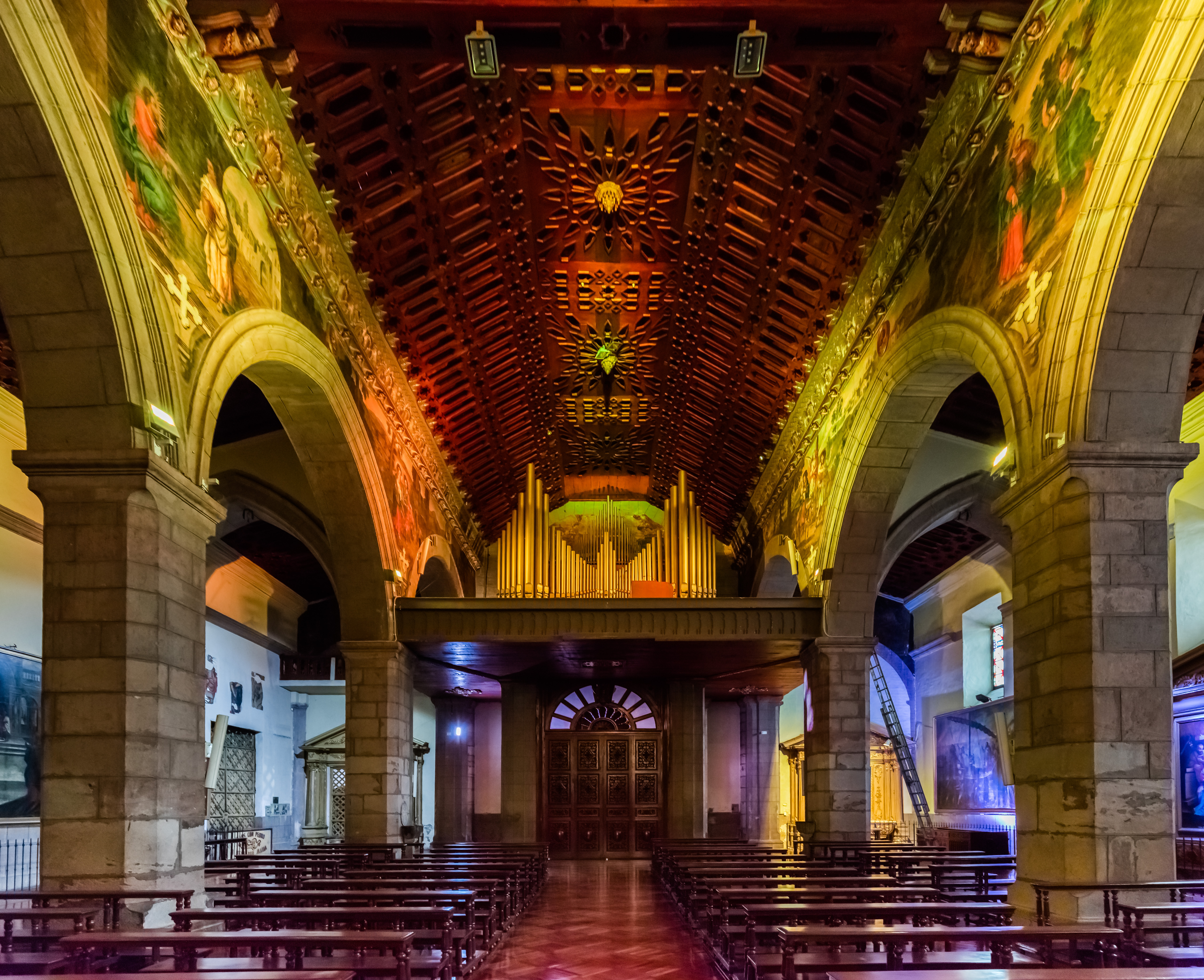
Interior de la catedral.

De totes maneres, la catedral que avui coneixem és el resultat de diverses aportacions al llarg del temps. Julio Pazos Barrera detalla l'evolució del seu traçat: «Els fonaments i una part dels murs són construccions del segle xvi. El plànol general mostra tres naus separades per pilars i arcs apuntats. Cap al costat sud s'obren algunes capelles. El costat nord és una sola paret. La porta principal no dona a la plaça de la Independència. No obstant, un ampli atri i un domo amb una escalinata circular comuniquen la porta lateral de l'edifici amb la plaça. Al costat de la porta principal s'aixeca un voluminós campanar, que culmina en una curiosa ornamentació edificada al segle XX». Segons l'historiador Carlos Gustavo Argüello Silva en la part superior de la cornisa estan situades les figures dels 12 apòstols.
Sobre l'interior, el mateix Pazos Barrera el descriu amb les següents paraules: «El cor baix és semicircular i en la seva part inferior s'han adossat seients tallats i daurats que els ocupen els membres diocesans. El púlpit i els retaules de les capelles són barrocs. Guarda la catedral frescos de Bernardo Rodríguez i Manuel Samaniego. La gran pintura de l'Ascensió de la Verge, situada en la part alta del cor, és obra de Samaniego, i en un altar del darrere cor s'exhibeix la singular escultura del Llençol Sant de Caspicara. A aquestes peces, obra dels artistes més connotats de l'art quiteny, cal sumar-hi aquella que va realitzar el pare Carlos, La negació de Sant Pere. Sens dubte, en aquesta i en les altres creacions citades es posa de manifest l'alt grau de sofisticació i bellesa que havia aconseguit l'art quiteny, ressaltant les qualitats dels seus grans mestres i el nivell artístic insuperable al fet que havien arribat les arts plàstiques a Quito».
Entre els esdeveniments més importants, i alhora macabres, que van ocórrer en aquest temple, es troben la mort del bisbe José Ignacio Checa y Barba, qui en la missa del Divendres Sant del 30 de març de 1877 va ser enverinat amb estricnina dissolta en el vi de consagrar. Posteriorment, el 6 d'agost de 1875, el president Gabriel García Moreno va fer el seu últim sospir en l'altar d'aquesta catedral, després d'haver estat atacat amb un matxet en les escales del veí Palau de Carondelet mentre es dirigia a missa.
La Catedral Metropolitana guarda a més les restes del Mariscal Antonio José de Sucre, a més de les restes de diversos expresidents de la República, així com d'importants bisbes i sacerdots.

#### Església de La Compañía

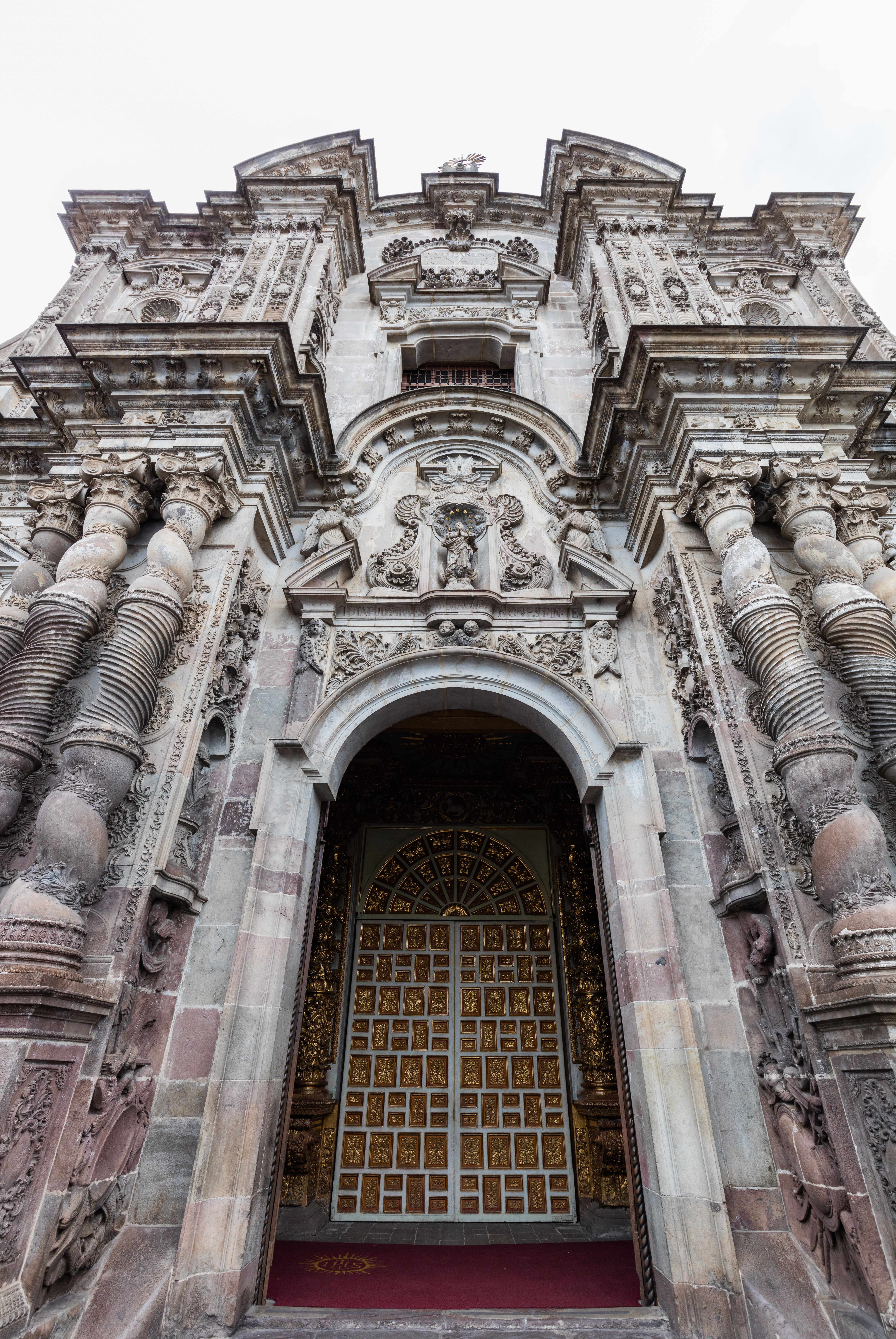
Façana de l'església de La Compañía

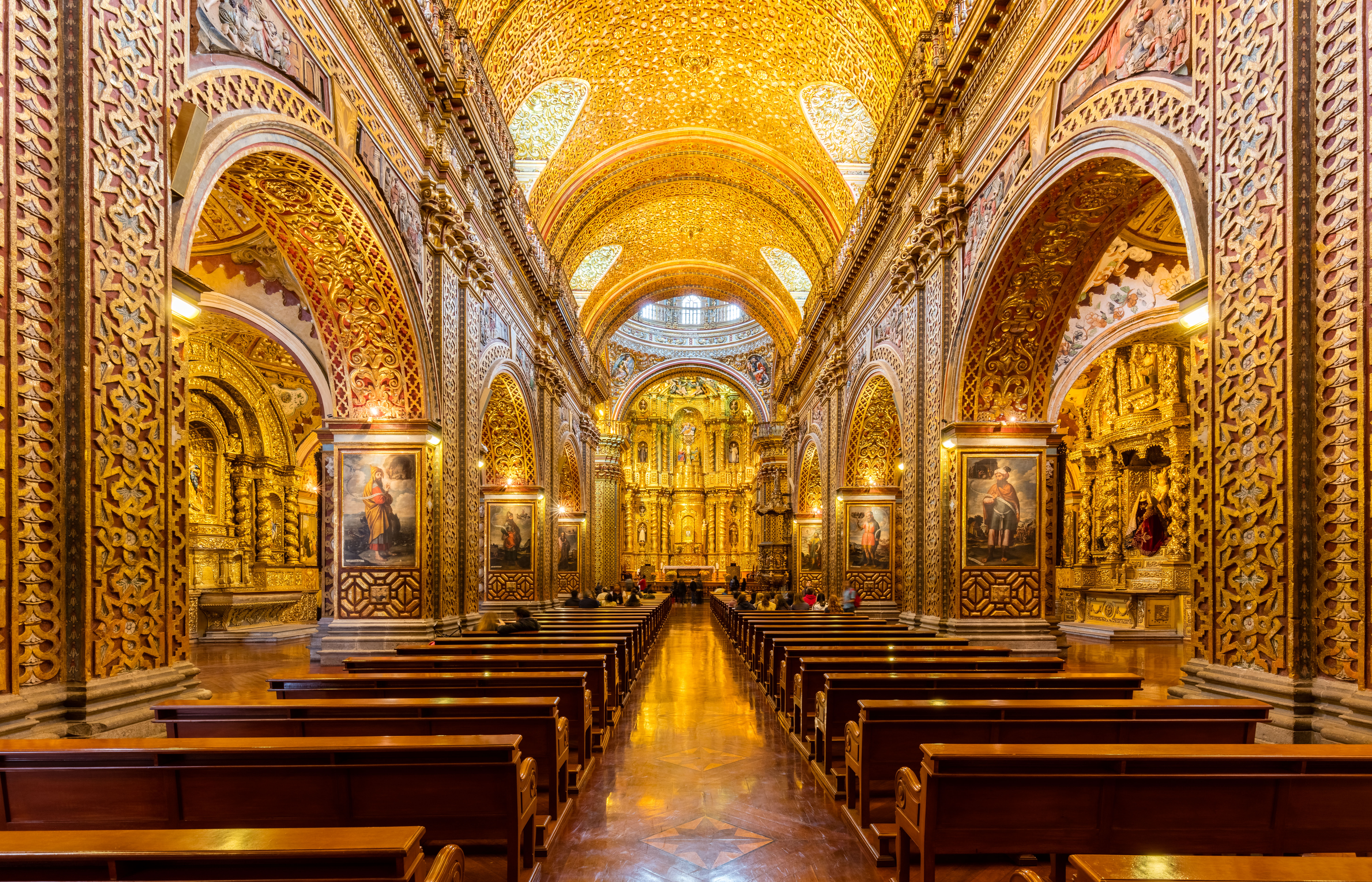
Interior de La Compañía.

L'església i convent de la Companyia de Jesús de Quito, també coneguda en el patrimoni popular equatorià simplement com La Compañía, és una complex clerical catòlic situat en la cantonada formada pels carrers García Moreno i Sucre. La portalada del temple major, llaurada totalment en pedra volcànica andesita, és considerada com una de les més importants expressions de l'arquitectura barroca en el continent americà i el món.
Al llarg del temps, aquesta església ha estat anomenada a més a més: Temple de Salomó d'Amèrica del Sud. El pare Bernardo Recio, jesuïta viatger, la va anomenar Ascua de oro, mentre que Ernesto La Orden, ambaixador d'Espanya a Equador, la descriuria com «el millor temple jesuític del món».
El complex a més constitueix la seu oficial dels Jesuïtes a l'Equador, alberga el Col·legi Màxim de Noviciat de l'orde, i en el passat també va acollir entre les seves parets al Col·legi San Gabriel (abans San Luis), que avui es troba en modernes instal·lacions al nord de la ciutat construïdes en la dècada de 1970, i a la Universitat San Gregorio, avui Universitat Central de l'Equador.
L'església i la seva rica ornamentació interna, totalment coberta amb làmines d'or, és una de les majors atraccions turístiques de la ciutat i un patrimoni inavaluable, tant artístic com a econòmic, per al país. Va ser visitada pel papa Joan Pau II, qui va presidir una missa en el temple el 30 de gener de 1985, dins del marc de la seva visita de tres dies a Equador.
Es va iniciar la seva construcció el 1605, i va demorar 160 anys en ser edificada. El 1765 es va finalitzar l'obra amb la construcció de la façana del temple, inaugurada oficialment el 24 de juliol d'aquest any. El treball en la seva majoria va ser realitzat per indígenes seguint els plànols i esbossos dels jesuïtes europeus, que acuradament van plasmar l'estil barroc en un dels exemples més complets de l'art a Amèrica.
L'any 1767 l'església va ser tancada a causa de l'expulsió dels jesuïtes de l'Equador. Quaranta anys més tard, el 1807, el temple va ser reobert pel frare xilè Camilo Henríquez, de l'ordre de la Buenamuerte, qui posteriorment formaria part de les lluites d'independència al seu propi país.
Es diu popularment que La Compañia de Quito està inspirada en l'Església del Gesù de Roma, Itàlia, però en realitat guarden poques similituds entre si. Les columnes són una còpia de les fetes per Bernini per al Baldaquí de Sant Pere. A l'interior té retaules i púlpits coberts amb pa d'or. En el retaule de l'altar major, obra de Bernardo Legarda, es va reprendre com a principal motiu de composició les columnes salomòniques de la façana, i les cornises que s'estiren cap al centre, en arc, culminen el conjunt en una corona sostinguda per àngels.

#### Església de San Francisco

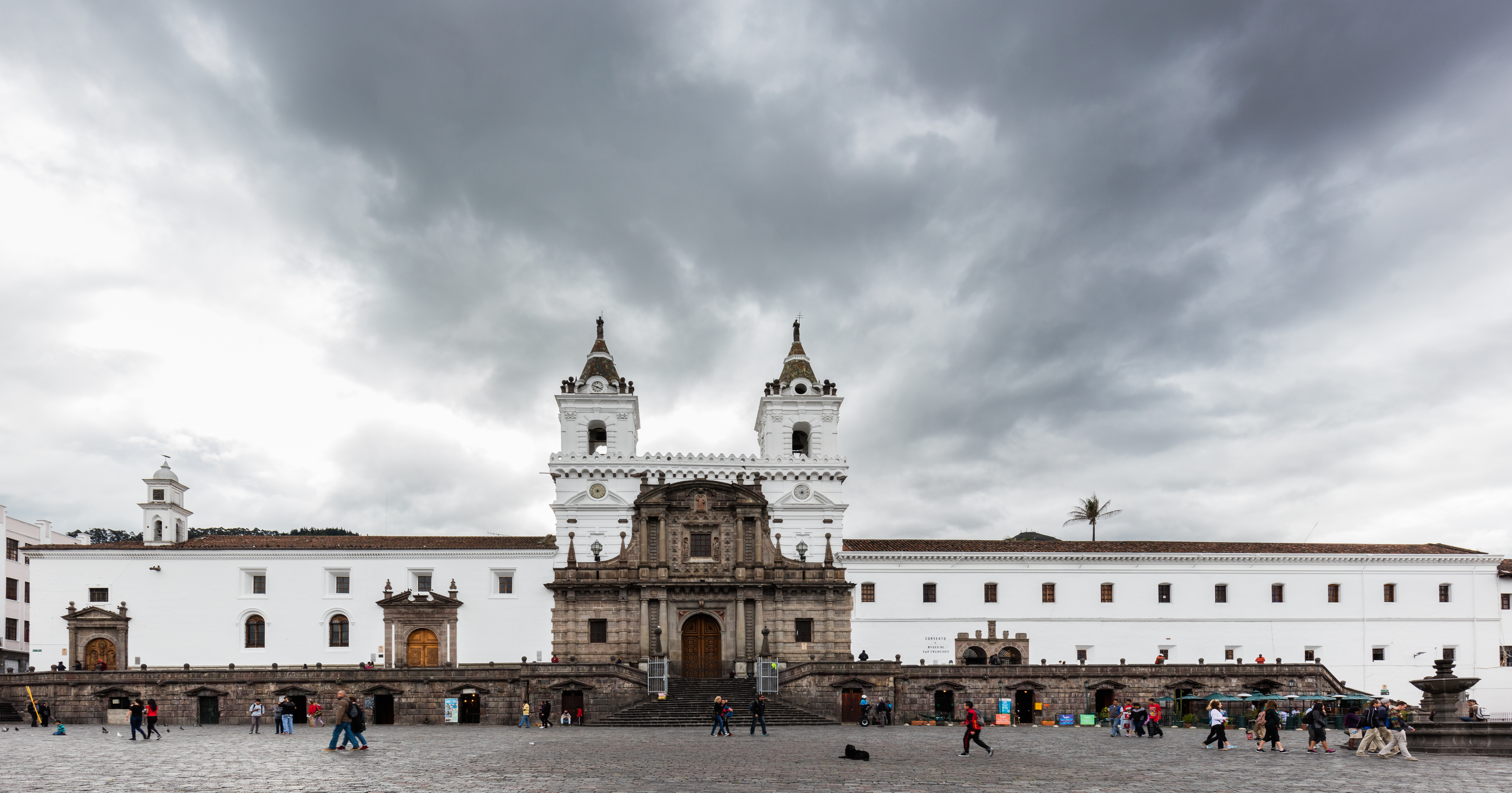
Exterior de l'església de San Francisco.

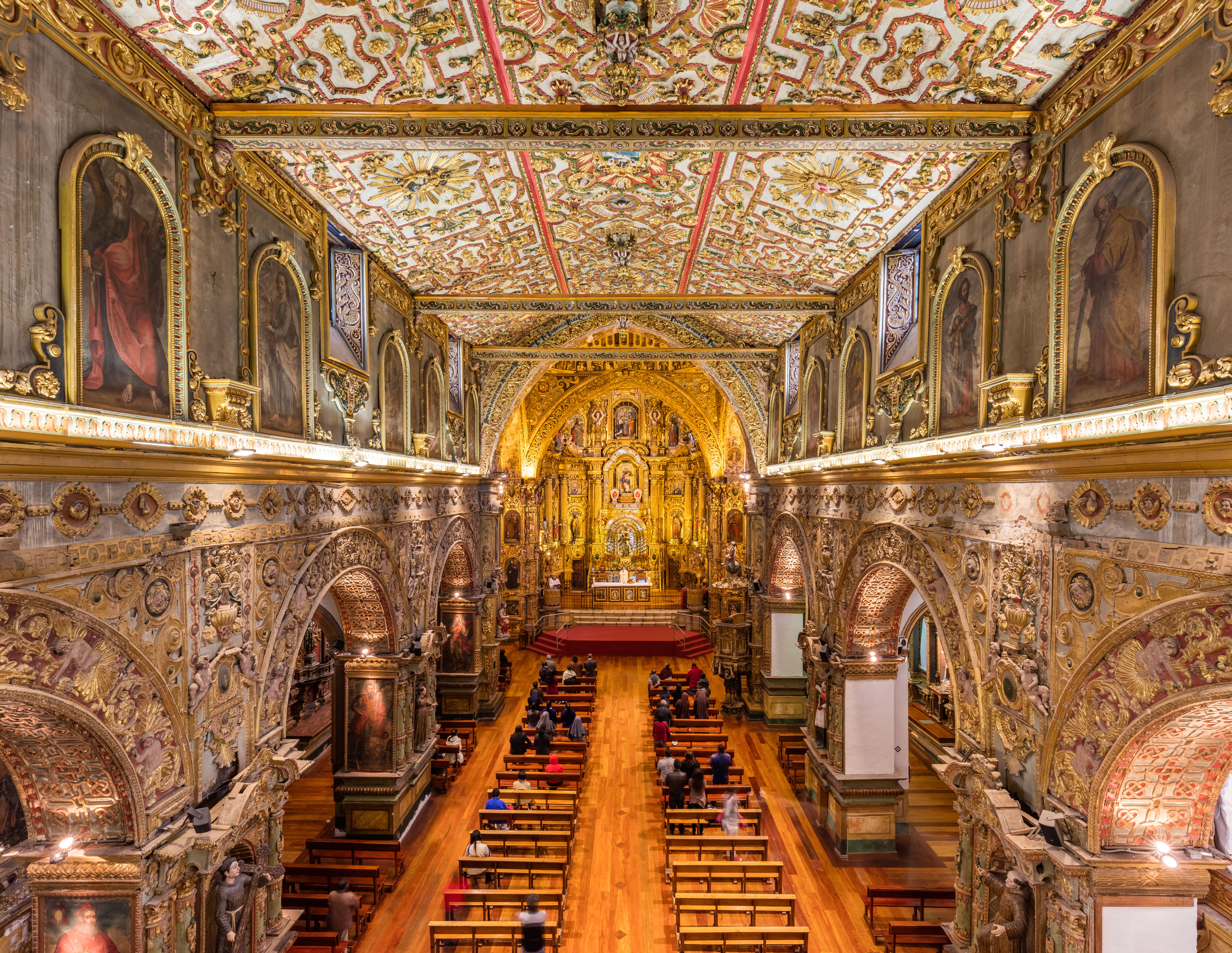
Interior del temple.

San Francisco és el més gran dels conjunts arquitectònics existents als centres històrics de les ciutats d'Amèrica Llatina. La construcció de l'església es va iniciar el 1550, en terrenys limítrofs a la plaça on els indígenes realitzaven els intercanvis de productes. L'obra va estar a càrrec del franciscà flamenc Jodoco Rique.
L'església, conclosa definitivament cap el 1680, és el resultat harmoniós d'influències mudèjars, manieristes i barroques. Els frares franciscans van ser els primers que es van establir a Quito. L'altar major del temple, les capelles laterals i el púlpit són d'excepcional bellesa. En l'altar major es troba la imatge de la Verge de Quito, tallada per Bernardo de Legarda, un dels grans mestres de l'Escola de Quito.
La llegenda diu que un indi amb cognom Cantuña es va comprometre a construir l'atri d'aquest temple; el temps de lliurament era curt i Cantuña no arribava per finalitzar l'obra en el termini acordat, de tal manera que en veure's perdut va fer un pacte amb el diable. Aquest a canvi, li va demanar la seva ànima i Cantuña va acceptar. Els diablots van començar la construcció i la van concloure en una nit. Acabada l'obra, Cantuña va resar a la Verge perquè el salvés de ser emportat pel dimoni, i quan Llucifer va venir a buscar l'ànima de Cantuña, va descobrir que faltava una pedra per col·locar. Per aquest motiu el pacte va quedar anul·lat i d'aquesta forma va salvar la seva ànima.
El temple està situat en la intersecció dels carrers Benalcázar, Bolívar, Sucre i Cuenca. Es troba una quadra més endavant de l'església de La Companyia.

#### Església d'El Sagrario

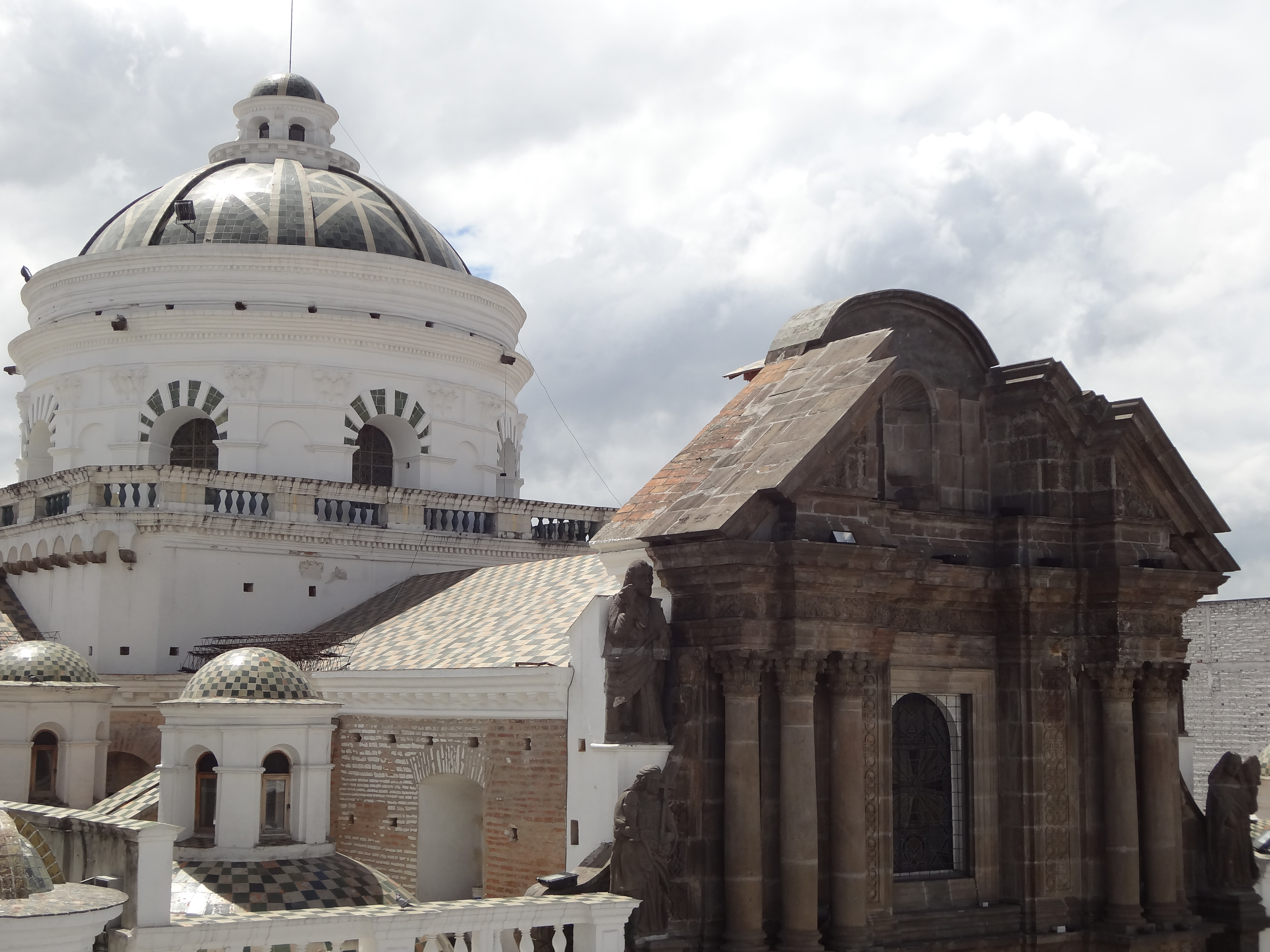
Vista de l'església d'El Sagrario

En temps de la Colònia, l'església del Sagrario va ser un dels majors baluards arquitectònics de Quito. L'origen de la advocació religiosa d'aquesta església, consagrada al Santíssim Sagrament o sagrari, és el de la tradicional capella sacramental de les Catedrals hispanes, com la de la catedral de Sevilla, a les quals estan annexes i compartint façana.
La construcció d'aquest edifici es va fer en el període comprès entre els segles xvii i xviii, gràcies a la contribució de la Confraria del Sagrat Sagrament, que va iniciar els treballs de fonamentació l'any 1617. L'església es va edificar sobre una arqueria que va tancar, l'antiga quebrada de Zanguña. La façana es va acabar de construir l'any 1706, mentre que la resta de l'edificació va concloure el 1715, i entre 1731 i 1747 es van acabar els retaules de l'interior del temple. L'escriptor equatorià Julio Pazos Barrera descriu al temple de la següent manera:
| « | «La nave central remata con bóveda de cañón y las dos laterales se cierran con cúpulas pequeñas. En el crucero y sobre las pechinas se observa un tambor y sobre éste una media naranja con su linterna. Los interiores de estas estructuras presentan pinturas de ángeles y santos del pincel de Francisco Albán. La fachada del templo, de dos cuerpos, alterna el orden jónico en el primero y el corintio en el segundo. A cada lado de la calle central se observan conjuntos de tres altas columnas que dan un total de doce. Adornan el segundo cuerpo cuatro robustas esculturas en piedra.» | La nau central remata amb volta de canó i les dues laterals es tanquen amb cúpules petites. En el creuer i sobre les petxines s'observa un tambor i sobre aquest una mitja taronja amb la seva llanterna. Els interiors d'aquestes estructures presenten pintures d'àngels i sants del pinzell de Francisco Albán. La façana del temple, de dos cossos, alterna l'ordre jònic en el primer i el corinti en el segon. A cada costat del carrer central s'observen conjunts de tres altes columnes que donen un total de dotze. Adornen el segon cos quatre robustes escultures en pedra. | » |

El paravent de la nau principal, obra de Legarda, és considerada una de les manifestacions més riques del barroc quiteny.

#### Església de Santo Domingo

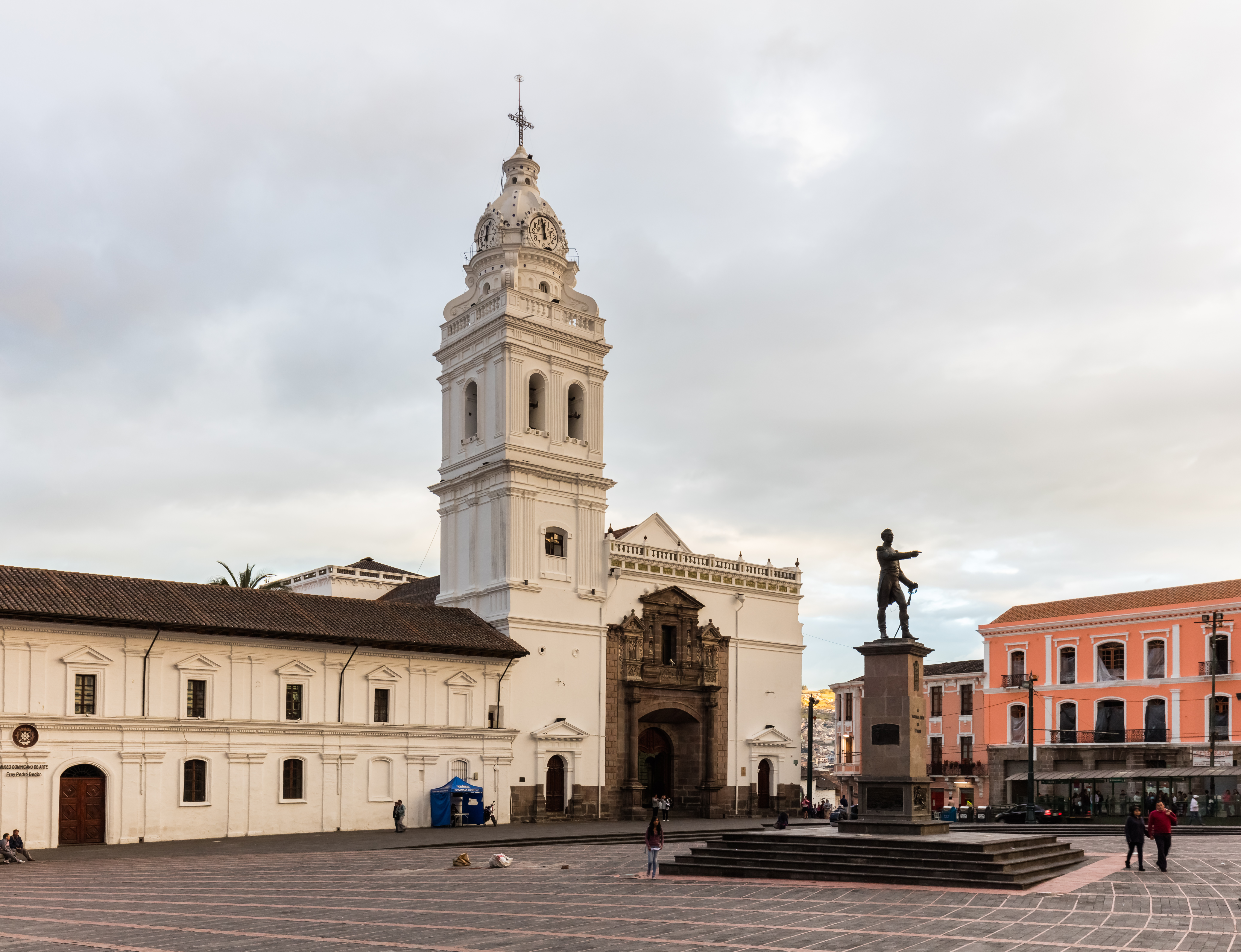
Vista de l'Església de Santo Domingo.

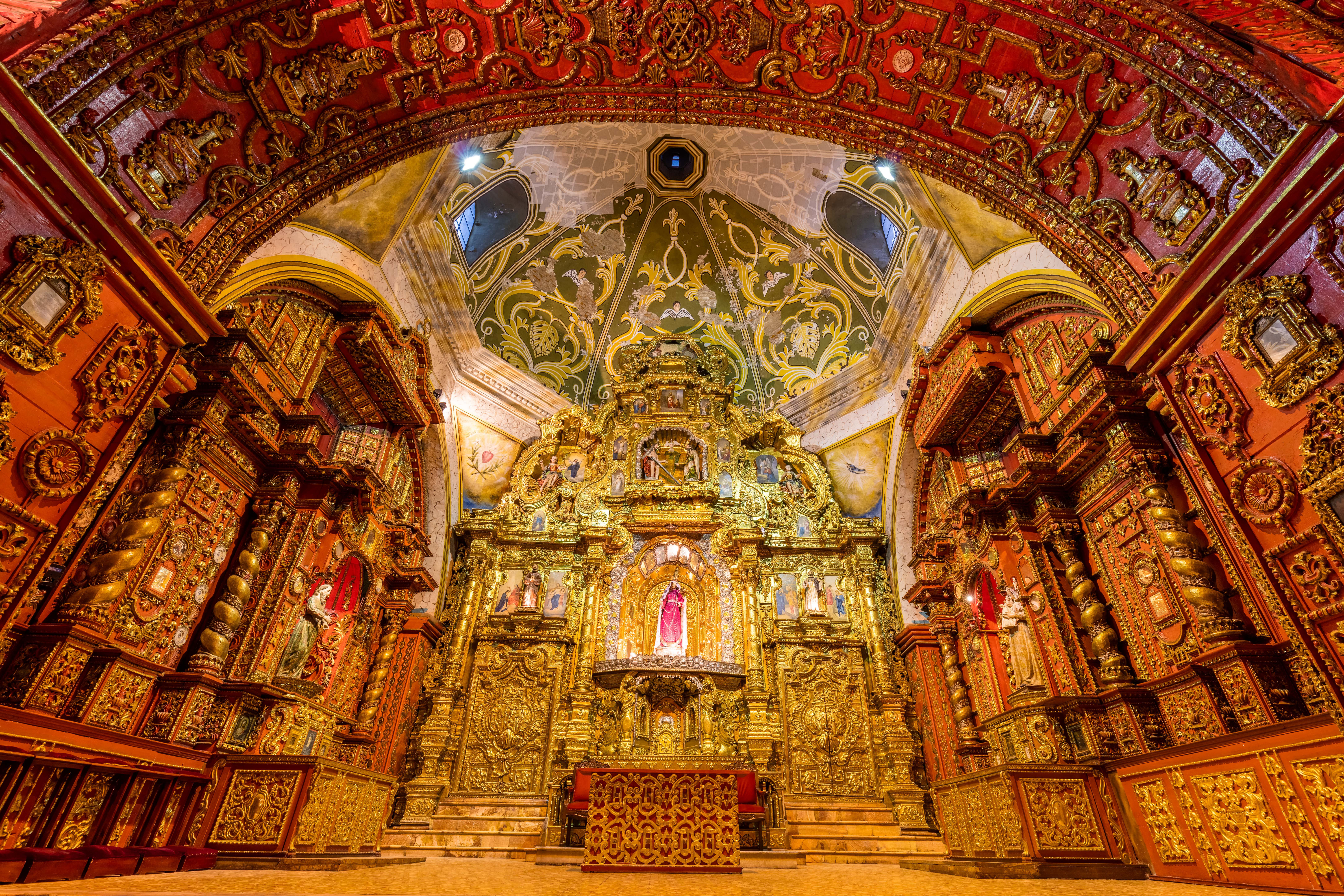
Interior de l'església.

Encara que van arribar a Quito el 1541, va ser l'any 1580 quan els dominics van començar a construir el seu temple, amb plànols i direcció de Francisco Becerra. L'obra total va concloure en la primera meitat del segle xvii. A l'interior del temple es troben valuoses estructures, com l'altar major neogòtic que va ser col·locat a la fi del segle xix per dominics italians. El sostre de l'església d'estil mudèjar, compta amb pintures de màrtirs de l'Orde de Sant Domenec. La coberta de la nau central està composta per una armadura d'artell, recoberta a l'interior per peces de llaceries. En el museu situat al costat nord del claustre baix, es troben peces dels grans escultors quitenys tals com: el Santo Domingo de Guzmán del pare Carlos, el Sant Joan de Déu de Caspicara, i el Sant Tomàs d'Aquino de Legarda. Una de les joies barroques del segle xviii que es cuida gelosament és la Capella de La nostra Senyora del Rosari, que constitueix un baluard de l'arquitectura de Quito. Aquesta capella va ser construïda al costat de l'església.

### Edificis civils
Corresponen a la majoria d'immobles patrimonials, entre ells es troben edificis públics i privats, palaus, senyorials mansions i edificis culturals i comercials.

#### Palau de Carondelet
El Palau de Carondelet és la seu del Govern i residència oficial del president de la República de l'Equador. És l'eix neuràlgic de l'espai públic conegut com a Plaça de la Independencia o Plaça Gran (nom colonial). Va ser conegut durant la colònia espanyola com a Palau Reial de Quito doncs era la seu de la Reial Audiència de Quito i de la governació civil i militar de la regió. La tradició explica que hauria estat el libertador Simón Bolívar qui el va anomenar Palau de Carondelet sorprès pel bon gust que va tenir Francisco Luis Héctor, baró de Carondelet, que fou qui va ordenar la construcció de la seva façana, el principal element de la qual, una columnata, es manté fins a l'actualitat.

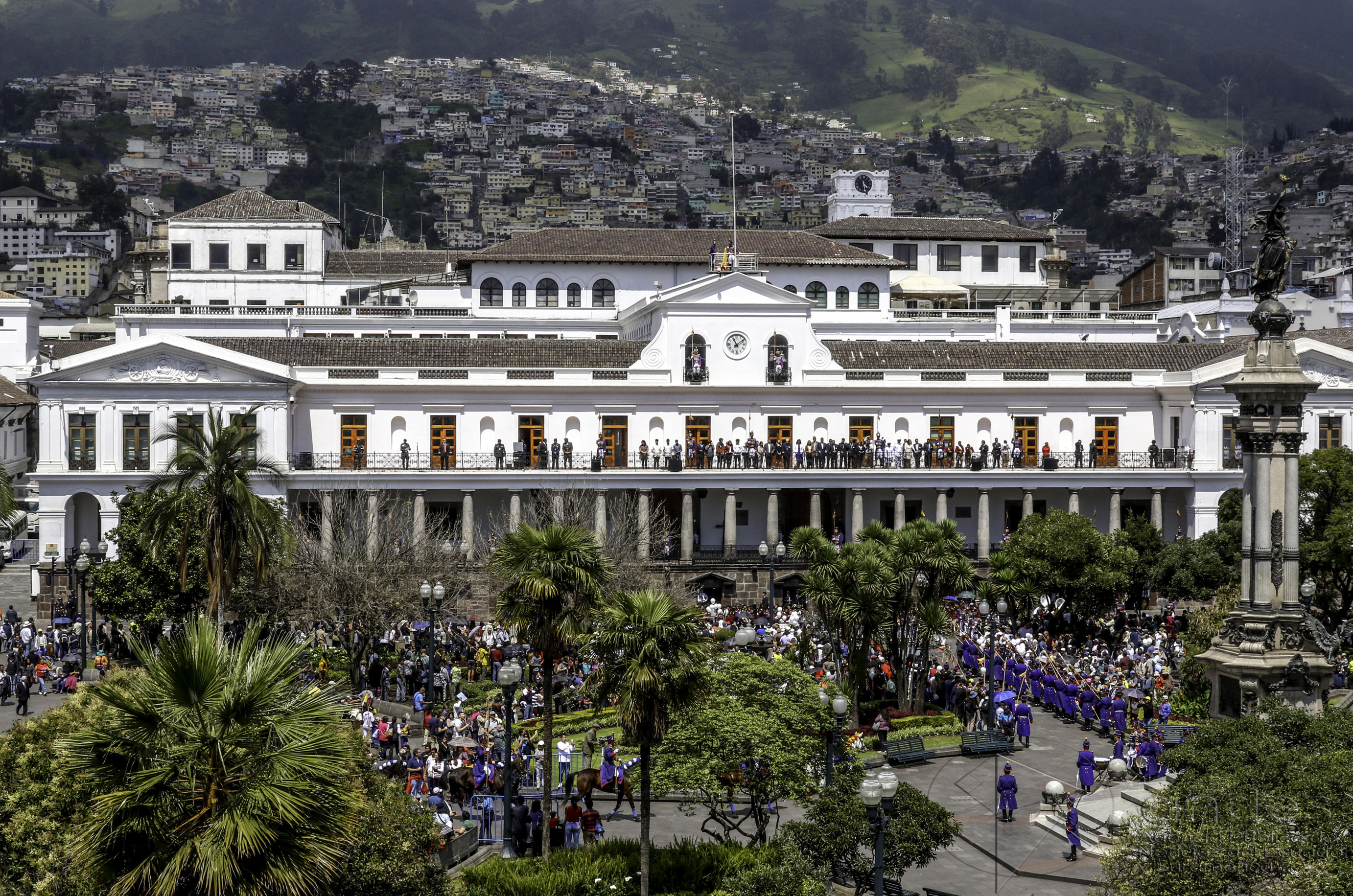
Palau de Carondelet.

El periodista Raúl Andrade, va escriure en el número 288 de la Revista Vistazo, que la distribució de l'espai en el Palau de Govern era la següent abans de la remodelació de 1956: «Dos pavellons van ser construïts com per fixar l'equilibri: un al sud, un altre al nord: el del costat sud allotjava al President, dictador o encarregat del poder o el que fos; el del costat nord a qui feia la funció de Secretari d'Estat. Una llarga terrassa, pendent sobre el quadrilàter de la Plaça Major -avui de la Independència- servia de passadís descobert entre un i un altre pavelló...». Durant la reedificació de 1996 es va mantenir l'ús presidencial de l'ala sud del Palau, mentre que l'ala nord es va convertir íntegrament en el Saló de Banquets i cuines, connectats amb el Saló Groc.

#### Palau de la Vicepresidència

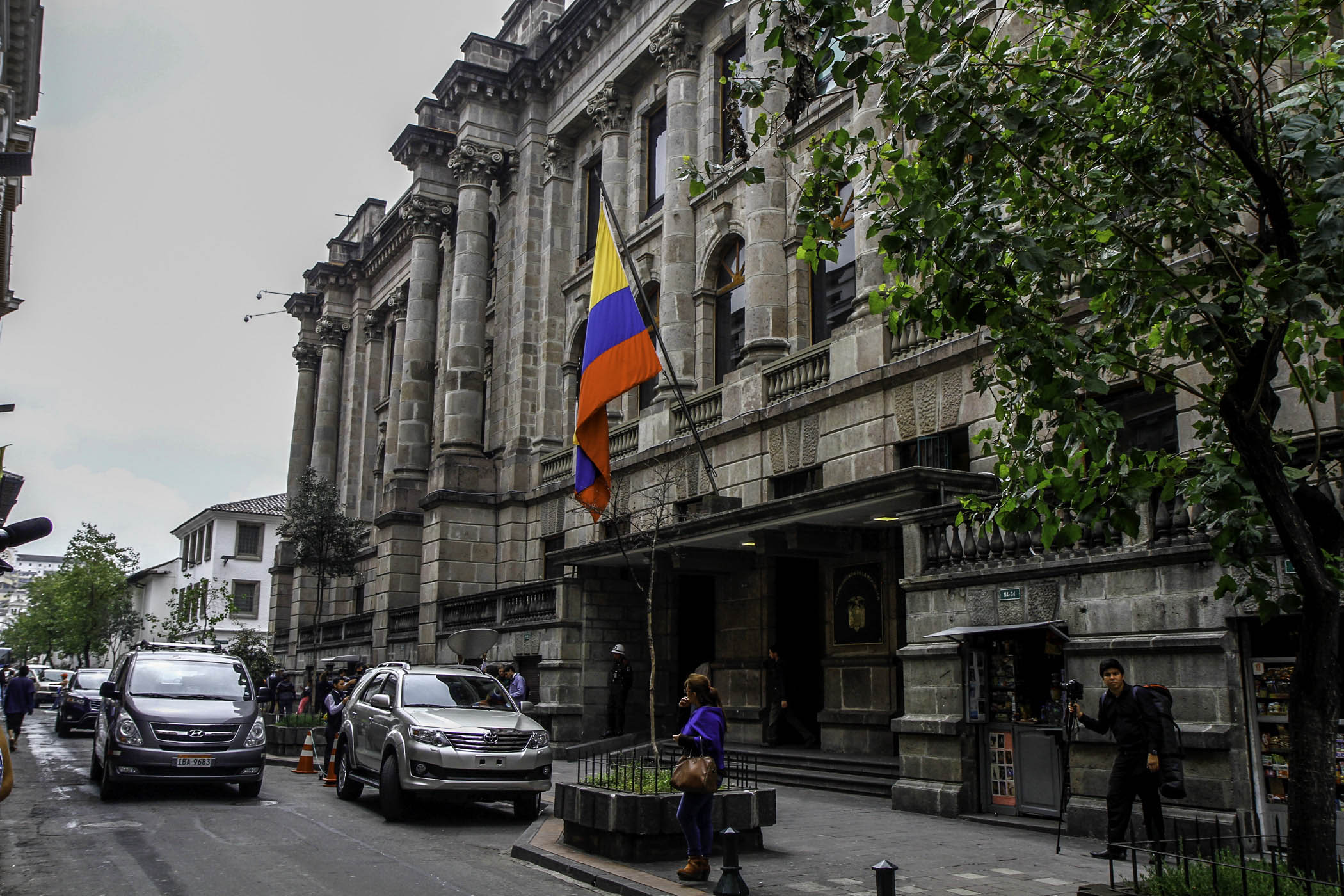
Palau de la Vicepresidència.

Situat al carrer Benalcázar, entre Chile i Espejo; forma al costat del Palau de Carondelet o de Govern (al qual està adossat per la part posterior) l'anomenat «Complex de Carondelet». La seva construcció es va iniciar el 1922 i va culminar el 1927 sota la direcció de l'arquitecte italià August Ridder. Després de diversos intents fracassats per centralitzar l'administració de les comunicacions, es va decidir encarregar el projecte a Ridder, consultor de la Junta del Centenari de la batalla del Pichincha.
L'edifici té un basament de pedra i dos pisos amb columnes cilíndriques de doble alçada exemptes del plànol de la façana. La façana està organitzada en tres cossos separats per quatre ressalts. Una cornisa que segueix el moviment de murs i columnes dona l'acabat, fort i dinàmic, al conjunt que expressa austeritat i solidesa. El disseny de la fusteria segueix la forma de l'obertura. Organitzat en façana i plantes simètriques, l'edifici té un plànol central octogonal cobert i envoltat d'oficines.
L'interior lleuger, per l'estructura de ferro i coberta de vidre, contrasta amb la monumentalitat exterior. Els murs són de maó i pedra, la coberta de asbest, teules i vidre. Es van utilitzar antigues rails de tren per a l'estructura, emplenada amb formigó. Per als tancaments i revestiments es van usar cassetons metàl·lics, parquet enrotllable i pintures en pols. Diversos materials van ser importats d'Europa i dels Estats Units. Des de 1996 les oficines de correus, que van ocupar aquest Palau des dels seus inicis, van ser traslladades al nord de la ciutat, i l'edifici va ser convertit en el Palau de la Vicepresidència, amb connexions al Palau de Carondelet a través de les cotxeres que comparteixen.

#### Palau Arquebisbal

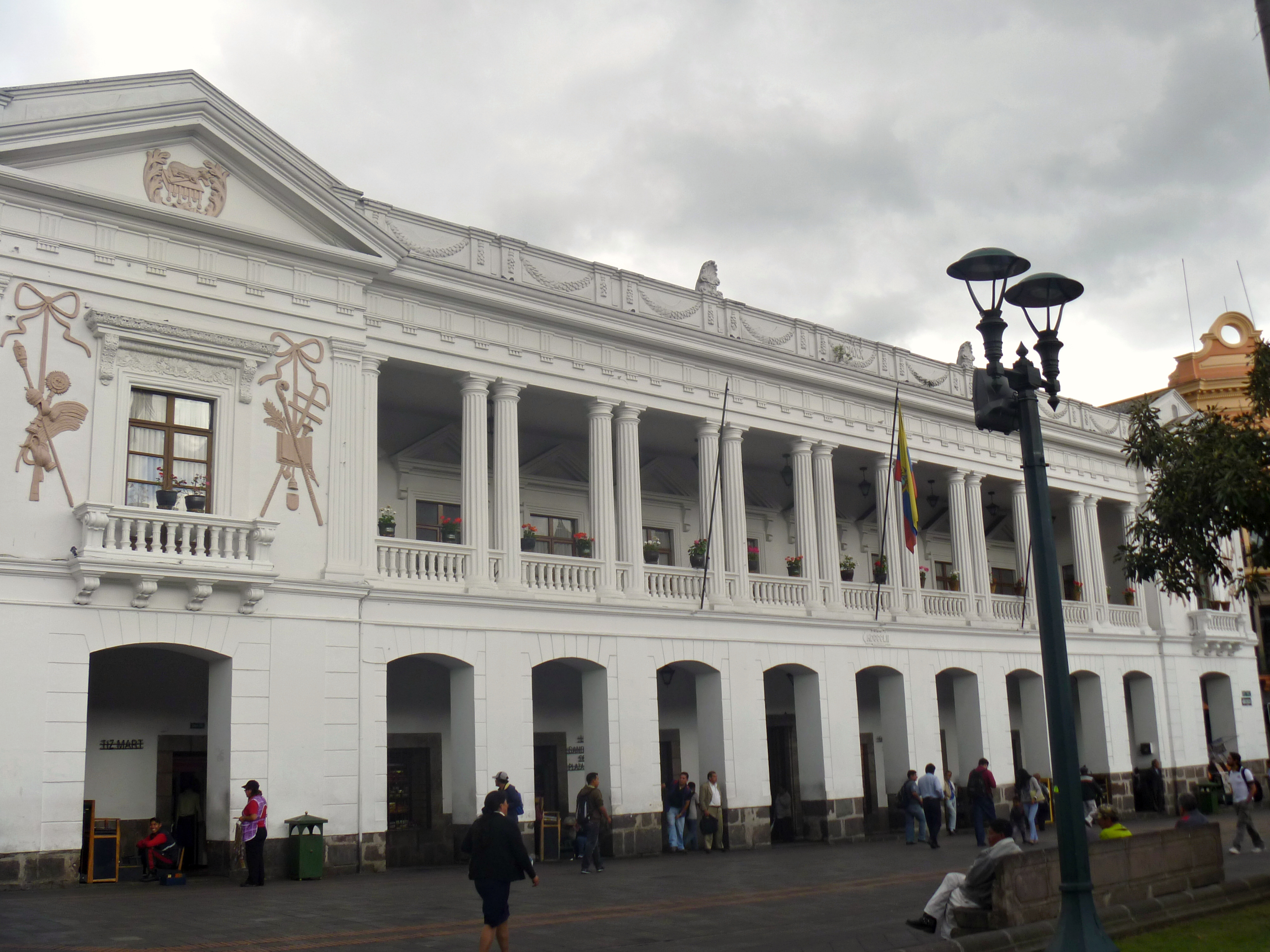
Palau Arquebisbal de Quito.

El Palau Arquebisbal està situat en la cantonada oriental dels carrers Chile i Venezuela, és un dels quatre edificis que flanquegen la Plaça de la Independencia pel seu costat nord. És la seu de l'Arquebisbat de Quito i residència oficial de l'Arquebisbe de Quito i Prevalgut de l'Equador.
Durant anys després de la fundació de la ciutat, els rectors de Quito van viure a diferents cases dels voltants de la Catedral, fins que es va erigir el Bisbat de Quito el 1546, i es va autoritzar la compra del solar assignat al conqueridor Núñez de Bonilla i els seus hereus en el flanc nord-oriental de la Plaça Major. Es va establir el Palau del Bisbe de Quito en la cantonada.
El palau presenta formes neoclàssiques, expressades en els arcs i galeries de l'interior i en la columnata de la gran balconada situada en la planta alta de la façana, sobre el portal que remata en entaulament. En els dos extrems de la façana existeixen dos cossos massissos amb finestres ortogonals en la planta alta i arc cap al portal en la planta baixa, es rematen amb dos coronaments triangulars i talles de les armes de la Santa Seu, a la dreta, i l'Arxidiòcesi de Quito a l'esquerra. Entre aquests ressalts es va disposar una galeria exterior a manera de balconada coberta, amb columnata doble de fustos cilíndrics i capitells jònics.
En la part baixa destaca un portal d'arqueria cobert que serveix d'espai de comunicació entre el palau i la plaça, a més de corredor exterior i cobert amb les altres edificacions veïnes per la part d'occident. S'accedeix per un vestíbul fins a un gran pati de pedra, amb una font de pedra tallada al centre. Quatre crugies de dos pisos envolten el pati, situant-se la graderia i la Capella Arquebisbal, d'accés restringit, en el costat occidental. Té a més amb una completa biblioteca dividida en quinze seccions, amb llibres i actes que es remunten fins a l'any 1545.

#### Palau de La Recoleta

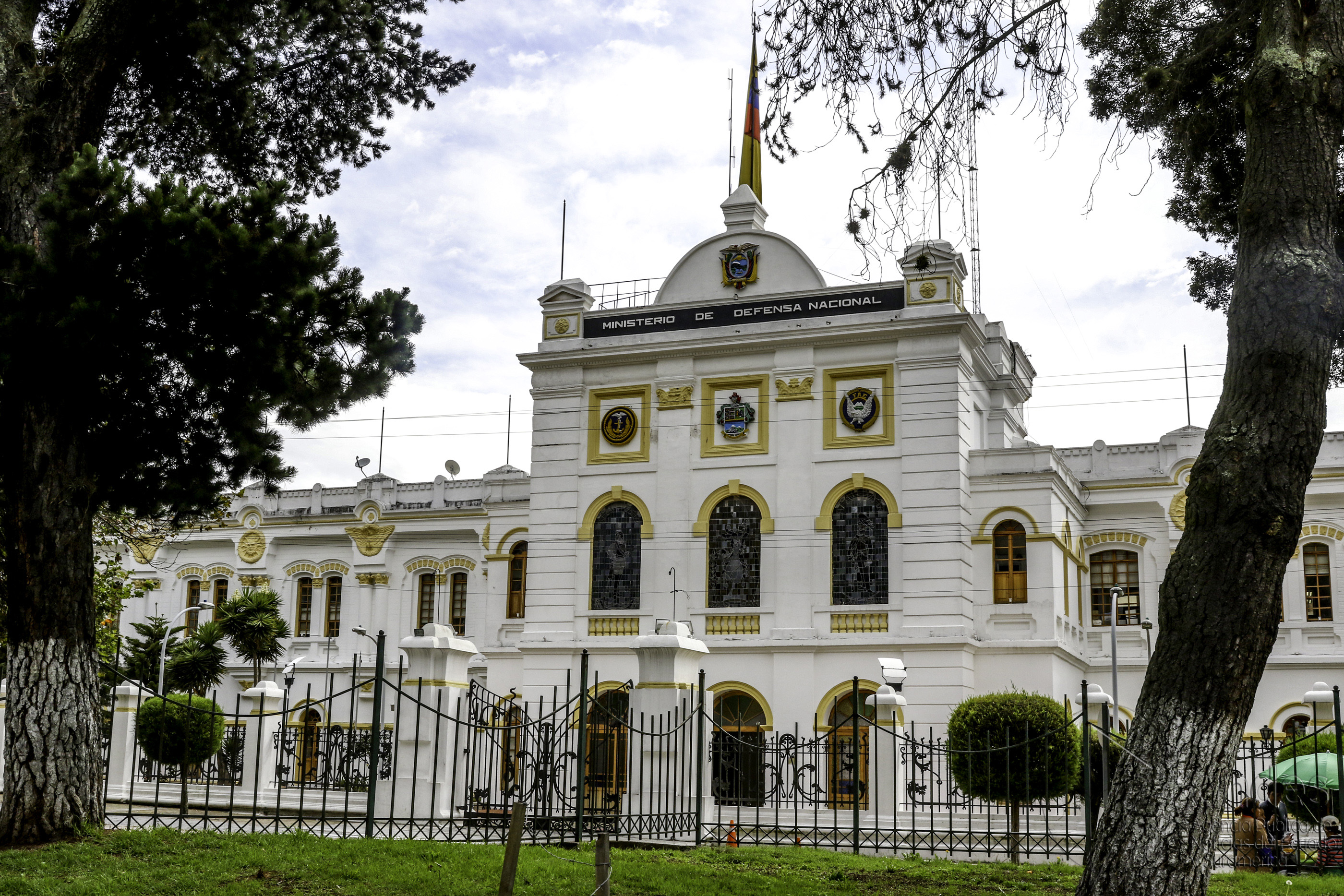
Palau de La Recoleta

Situat en l'extrem sur-oriental de la parròquia, al barri de La Recoleta, aquest edifici alberga les dependències del Ministeri de Defensa de l'Equador. El Palau d'estil neoclàssic va ser construït el 1908 per encàrrec del llavors president de la República, el general Eloy Alfaro, per albergar l'Exposició Nacional de Mostres que commemoraria el centenari del Primer Crit de la Independència del país, donat el 10 d'agost de 1809. Els plànols van ser concebuts per l'arquitecte José María Pereira per encàrrec personal d'Alfaro.
El 10 d'agost de 1909 es va inaugurar formalment l'edifici en un acte oficial que va comptar amb la presència de les autoritats civils, militars i eclesiàstiques, a més de l'aristocràcia quitenya de l'època. El 8 de setembre del mateix any, és a dir, gairebé un mes després de l'acte inaugural, va obrir les portes al públic donant pas a L'Exposició Internacional de Mostres, motiu pel qual s'havia construït en primera instància, i en la qual van participar: Xile, Colòmbia, Perú, França, Estats Units, Espanya, Itàlia, Japó i l'Equador.
Cap a finalitats de 1912 el govern va cedir el Palau de La Recoleta a l'Escola Militar, que el va ocupar fins al 1937 quan va ser cedit al Ministeri de Defensa. En l'actualitat, a més de l'esmentat ministeri, el palau acull les dependències del Comandament Conjunt de les Forces Armades, les Forces Terrestre, Naval i Aèria, i també l'Honorable Junta de Defensa Nacional.

#### Palau de Pizarro

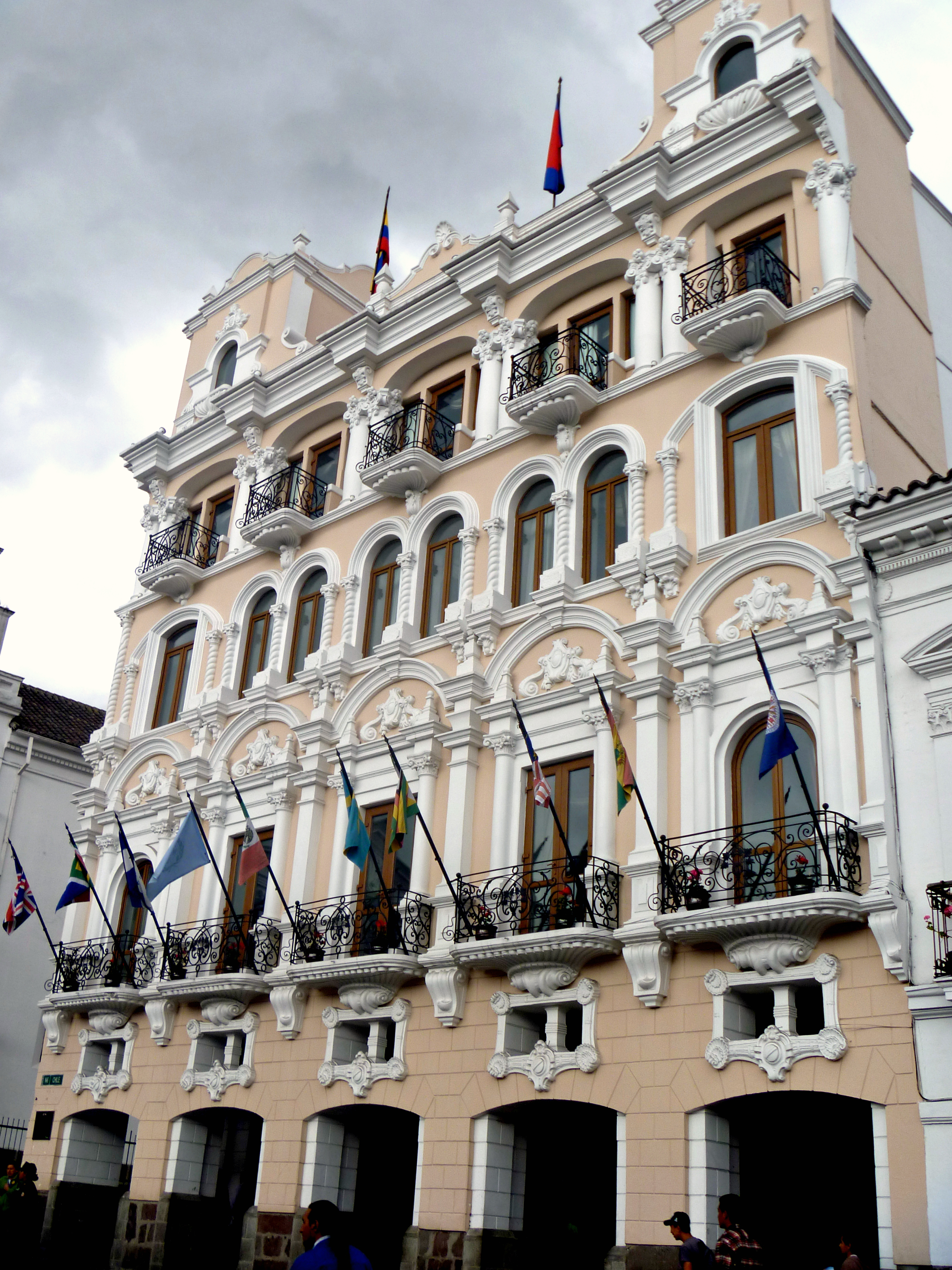
Palau de Pizarro.

Conegut com a Hotel Plaza Grande; el lloc on avui s'aixeca l'edifici va ser assignat a Francisco Pizarro durant el primer traçat de solars de la ciutat el 1534, pocs dies després de la fundació de la vila de San Francisco de Quito. Amb el temps el lot es va anar fragmentant, i la secció de la cantonada va passar a les mans de la família Guarderas.
L'edifici va patir diversos canvis al llarg dels següents tres segles, entre ells la seva característica ornamentació exterior d'estil eclèctic que tant crida l'atenció dins del conjunt d'estructures històriques que emmarquen la plaça central de la ciutat de Quito, el comú denominador de la qual és més aviat l'austeritat del neoclàssic.
Després de diversos propietaris i adequacions al llarg de tres segles, a inicis del segle xx va passar a mans de la família Andino, augmentant-li un pis més, la terrassa i diverses adequacions interiors a càrrec de l'arquitecte Antonio Russo, el 1930. Després de diversos anys, els Andino i un inversor francès, decideixen convertir el palau en el primer hotel de luxe de la ciutat, naixent així l'Hotel Majestic, lloc de reunió de l'elit quitenya i dels més importants visitants del país entre 1943 i 1960.
Entre 1962 i 1970 l'edifici va ser seu d'una entitat bancària privada. El 1990 va ser comprat pel Municipi de Quito que l'utilitzà fins al 2005 com a part de les seves oficines, quan va lliurar l'immoble en comodat a una empresa hotelera que li canvià el nom a Hotel Plaza Grande. La façana es compon de nivells horitzontals sobre un basament sòlid d'arqueria que serveix de pas cap a la plaça, i que va guanyant lleugeresa expressiva en els seus nivells superiors.

#### Palau Gangotena

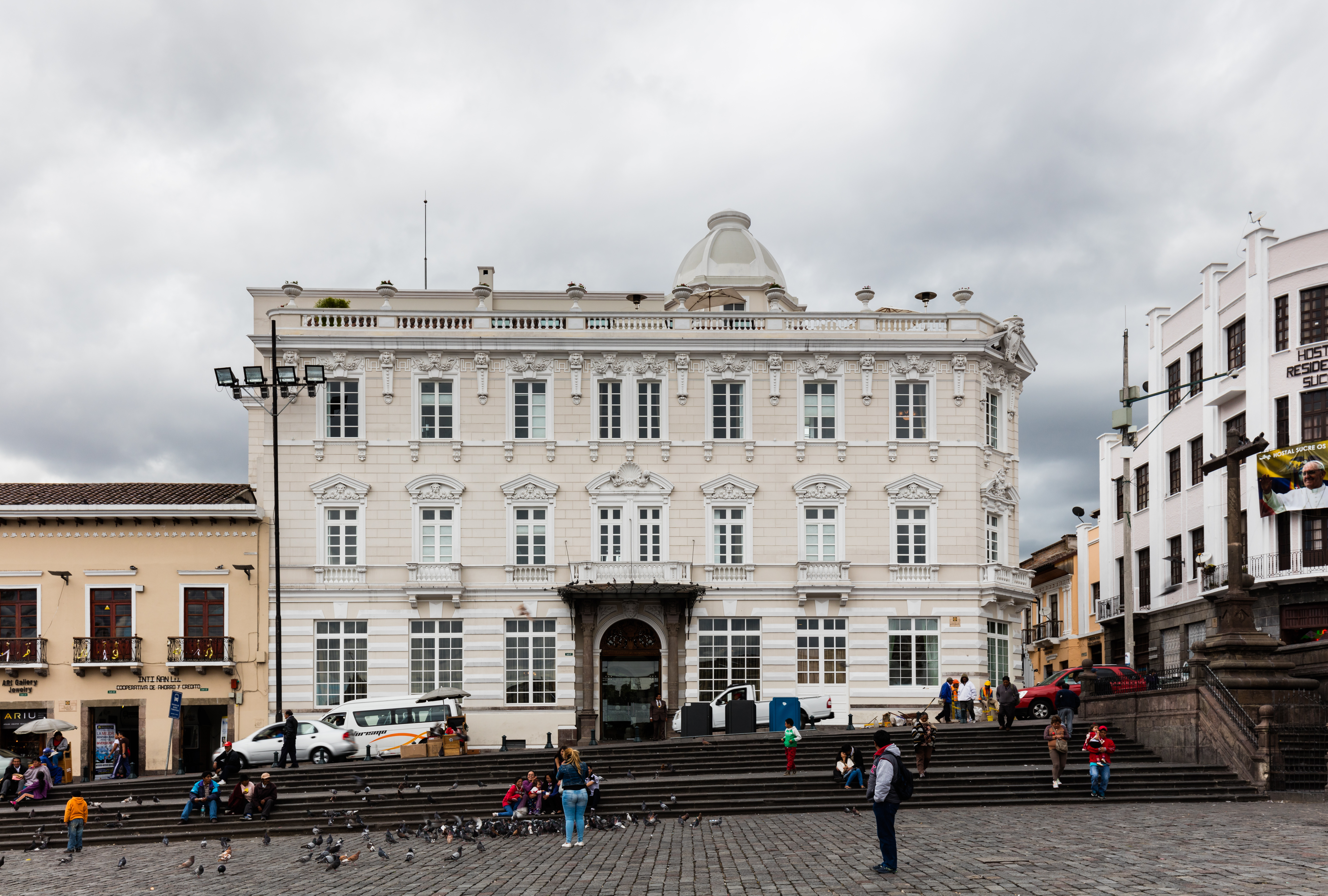
Palau Gangotena, mansió històrica convertida en hotel.

Al costat de la Plaça de San Francisco se situa un antic palau de tres plantes i façana neoclàssica, situat en la cantonada dels carrers Bolívar i Cuenca, que va pertànyer a la família Gangotena, però va quedar en soletes després de la mort de l'última germana de la primera generació. En l'època republicana, els Gangotena van cedir a Quito el dret d'aigua d'una séquia que travessava per la casa; en conseqüència, des d'aquesta època, el Cabildo va resoldre que la propietat no pagaria el servei d'aigua potable de per vida.
El Palau Gangotena va ser construït el 1926 i pertanyia a Dolores Gangotena i Camilo Ponce Enríquez; la primera casa va ser consumida per un incendi el 1915. L'edifici va ser rehabilitat durant cinc anys pel Grup Futuro per convertir-lo en un hotel de luxe, que va ser inaugurat a l'octubre del 2011.
El seu interior està restaurat i eclècticament decorat, amb tocs contemporanis, d'Art Nouveau i Art Déco que es combinen harmònicament. S'han conservat i restaurat els detalls originals de la mansió –els cel rasos decorats, els edicles i les motllures d'estuc, assegurant així un caliu d'història, sofisticació i luxe.

#### Palau de Cristal
Encara que avui dia està situat en la veïna parròquia de Itchimbía, es tracta d'una estructura que fins a l'any 2000 va estar situada al Centre Històric, i per això forma part de l'inventari de la UNESCO, i està declarar com a Patrimoni de la Humanitat.
L'estructura de ferro i zinc va ser importada originalment d'Hamburg, Alemanya, durant el govern del general Eloy Alfaro el 1889. Per la seva increïble similitud amb el mercat de Les Halles de París, va ser destinat al mateix propòsit i es va convertir en el Mercat de Santa Clara, situat en una petita plaça enfront del monestir del mateix nom, entre els carrers Benalcázar, Cuenca i Rocafuerte.
L'armadura de ferro està composta per un cos central que sosté una cúpula de verticils, de la qual parteixen dues voltes d'arcs rebaixats, formant una creu llatina amb parets recobertes totalment per vidre d'alta resistència, que permet al lloc una gran il·luminació sense necessitat de l'ús d'electricitat durant el dia. Va ser meticulosament restaurada i reforçada pels experts del Fons de Salvament (FONSAL) del municipi de Quito abans de ser traslladada al seu lloc final, sobre una plaça de granit disposada especialment per a l'efecte.

#### Casa de Sucre
Originalment coneguda com a Mansió Carcelén o Casa Azul, l'edificació formava part d'una sola construcció que abastava la major part de la mansana, i que a l'any 1714 pertanyia a Sebastián Pérez de Ubillús, qui en morir sense hereus la hi va deixar al seu nebot José Carcelén de Guevara y Pérez de Ubillús, V marquès de Villarocha. Convertida en museu del Ministeri de Defensa des de 1972, en el present és una institució cultural dedicada a la memòria dels seus ocupants: el mariscal veneçolà Antonio José de Sucre, heroi independentista llatinoamericà i la seva esposa, la dama quitenya Mariana Carcelén, marquesa de Solanda i Villarocha. En el museu es poden trobar objectes personals de la parella, mobles originals en les diferents habitacions de la mansió, articles d'ús diari, i fins i tot mapes i documents de l'època d'independència.

#### Mansió Landázuri
Dissenyada per l'arquitecte italo-suís Francisco Durin Càceres i acabada de construir l'any 1995, és una senyorial construcció historicista de la dècada dels 30. Situada en la cantonada dels carrers Vargas i Caldas, a pocs metres de la Basílica del Voto Nacional, aquesta mansió ha estat la residència de la família Landázuri des de fa quatre generacions.

#### Centre Cultural Metropolità
El Centre Cultural Metropolità és una de les més importants institucions culturals de la ciutat. Adscrit a la Secretaria de Cultura del Municipi de Quito, administra el Centre Cultural Metropolità en si mateix, integrat pel Museu Alberto Mena Caamaño i la Biblioteca Federico González Suárez; el Centre Cultural Itchimbía, destinat principalment a la realització d'exposicions temàtiques i artístiques; i la Casa d'Arts La Ronda, destinada a exposicions d'artistes emergents i de mitjana trajectòria.
L'edifici que ocupa la institució va ser la Universitat San Gregorio Magno, regentada pels jesuïtes entre 1622 i 1767. Es va convertir en la Reial Universitat Pública Santo Tomás de Aquino, regentada per la corona espanyola entre 1767 i 1826. Finalment, durant l'època republicana va ser ocupada per la Universitat Central de l'Equador, que el 1945 es traslladà a la ciutadella universitària de Miraflores, i el Congrés Nacional, que li va conferir el seu aspecte palatí actual després d'una exhaustiva renovació que va tenir lloc entre 1914 i 1930. L'edifici passà a les mans del Municipi de Quito, que el va convertir en la seva seu provisional entre 1970 i 1994. Després de trasllada-se al nou Palau Municipal, va deixar l'edifici per a finalitats culturals i museístiques.

#### Museu de la Ciutat
El Museu de la Ciutat de Quito (Museu de la Ciutat) va obrir les portes el juliol de 1998 en un edifici que va ser històricament actiu com a hospital des de 1565. El segle xvi l'hospital proporcionà allotjament per a la mort tot esperant malalts i també per als viatgers. Després que els Germans Betlemitas van adquirir l'hospital al voltant de 1700, van incorporar un metge, capellà, església, farmàcia, horta i dues fonts d'aigua dolça.
També incorporaren una capella ricament decorada, que compta amb nou altars tallats i escultures representatius de l'Escola de Quito.
La Facultat de Medicina i una sala de conferències es van afegir el 1826. Científics francesos van venir a fer classes a l'hospital el 1872. Romanen les habitacions dels científics francesos i alemanys del segle xviii que van estudiar la ubicació exacta de la línia de l'Equador en els Andes i de la flora i fauna de la zona, vestits d'època, una cuina típica i un ambient on les dones s'asseien, com a moda àrab, sobre catifes i coixins per xerrar, cosir, brodar o fumar. La sala del segle xix mostra la influència dels francesos, la lluita per la independència d'Espanya i escenes de la vida quotidiana.

## Galeria d'imatges

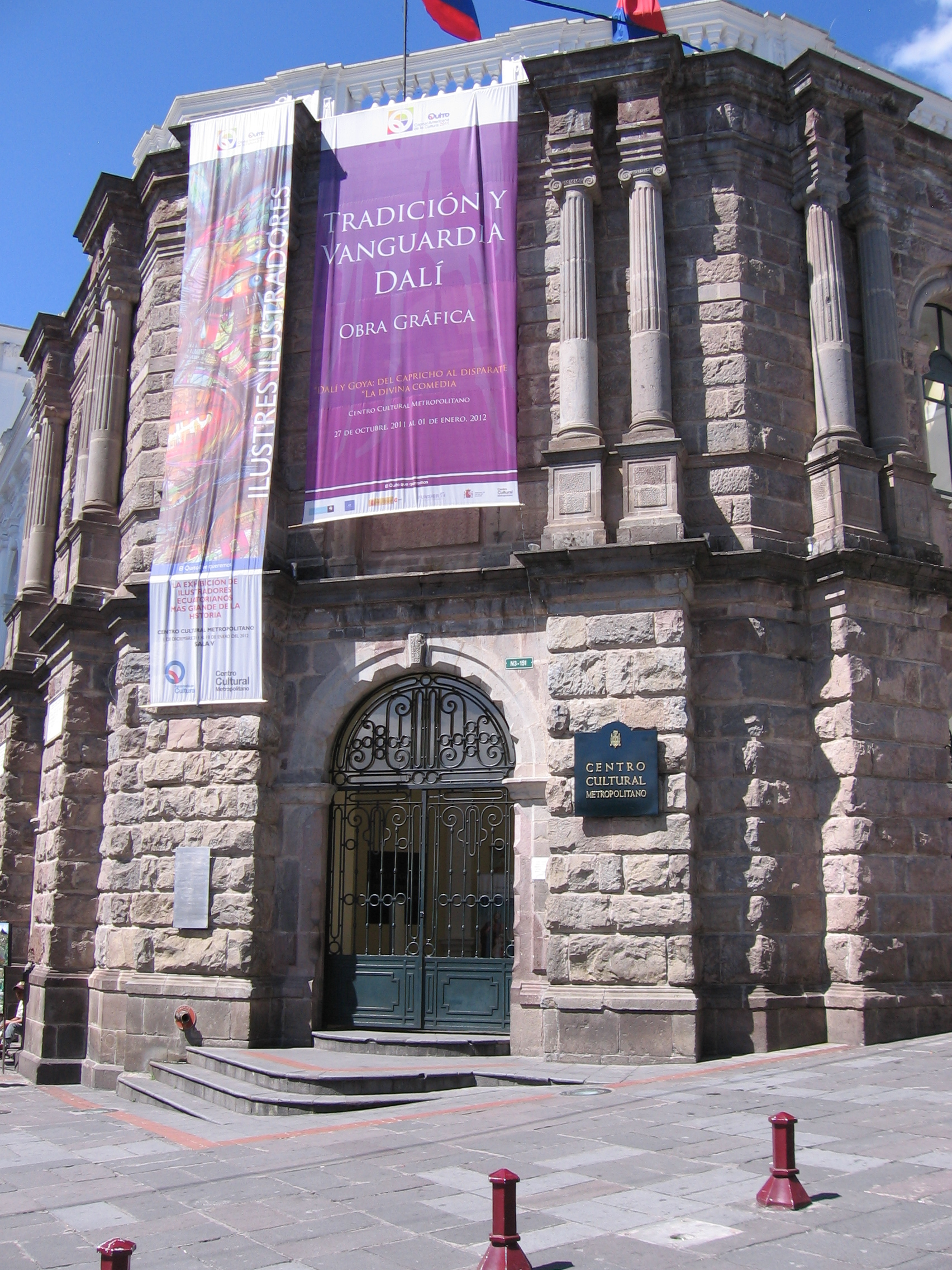
Centre Cultural Metropolità.
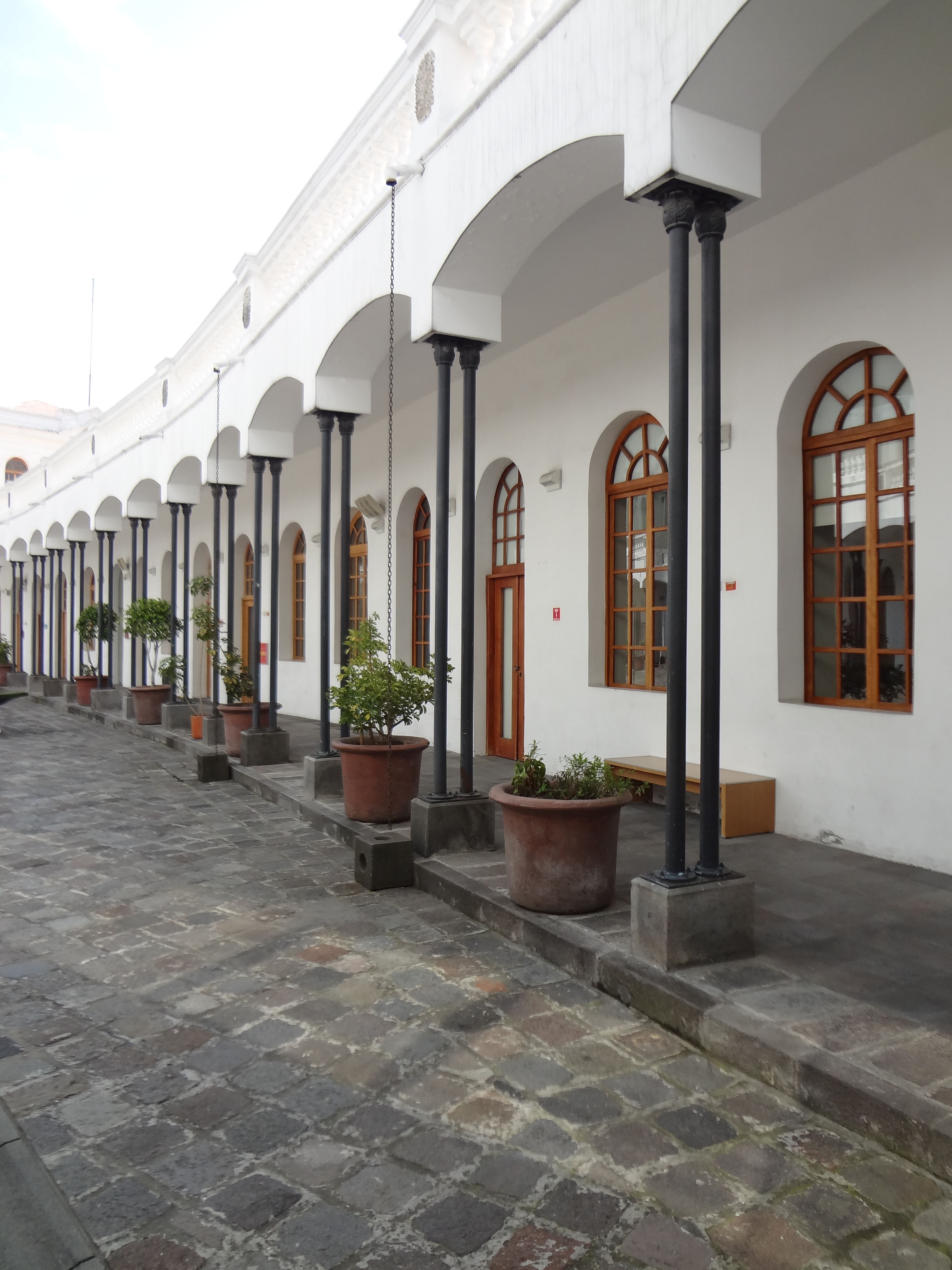
Antigues dependències de l'hospital.
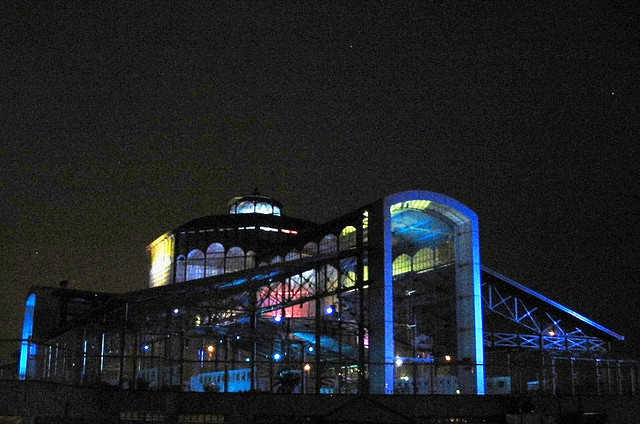
Palau de Cristal.
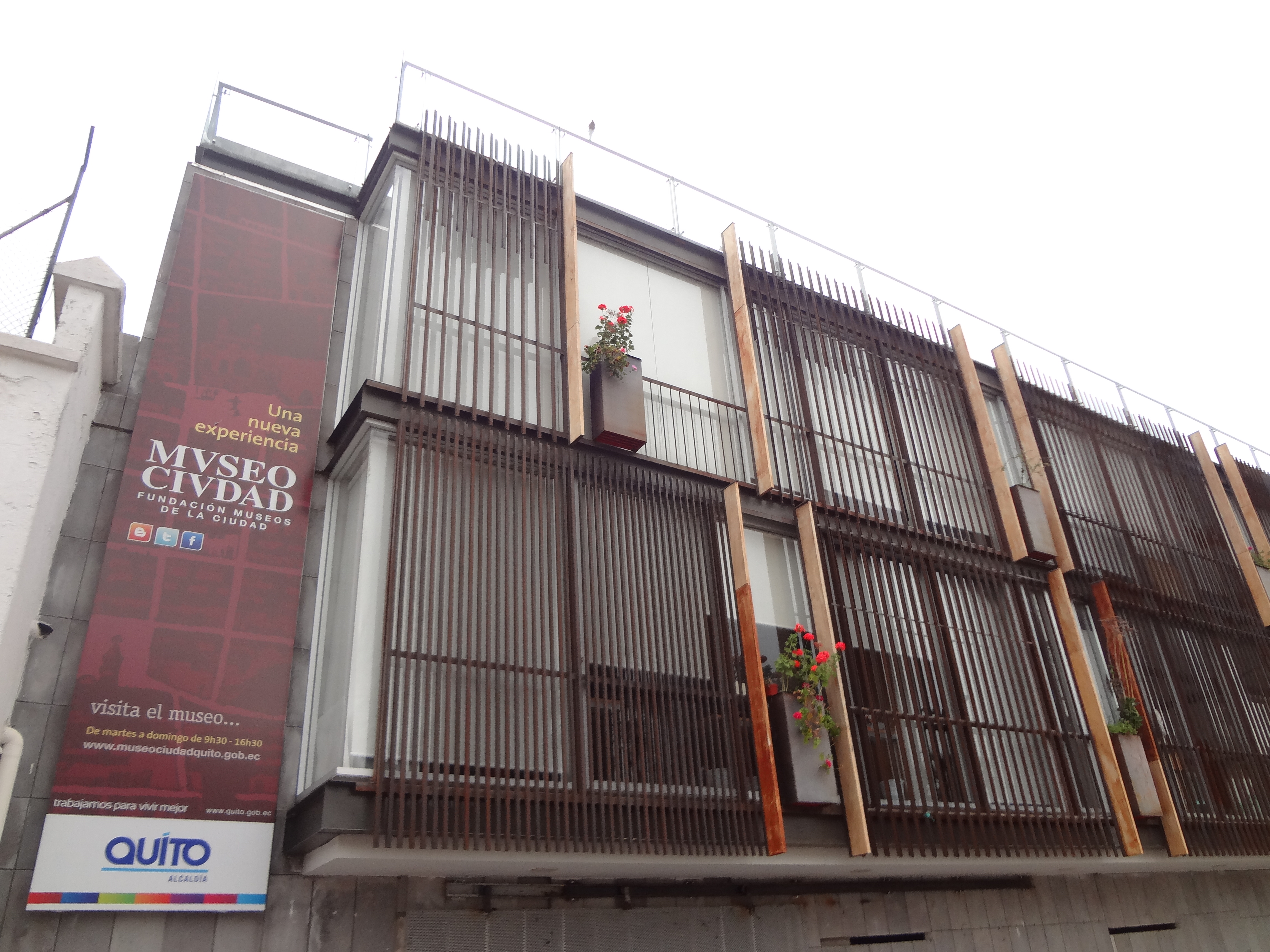
Museu de la Ciutat.
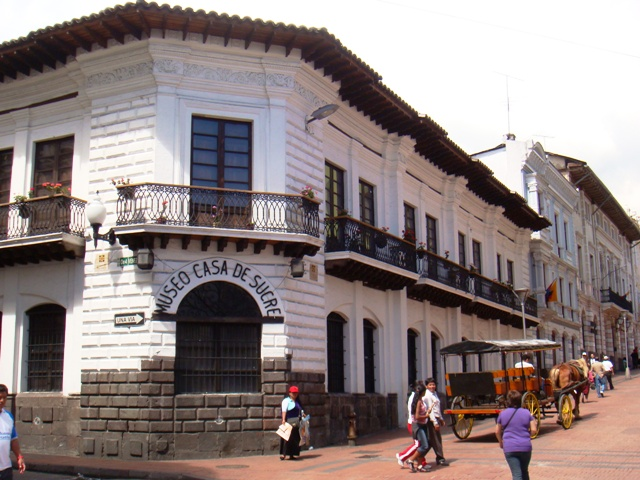
Casa de Sucre.
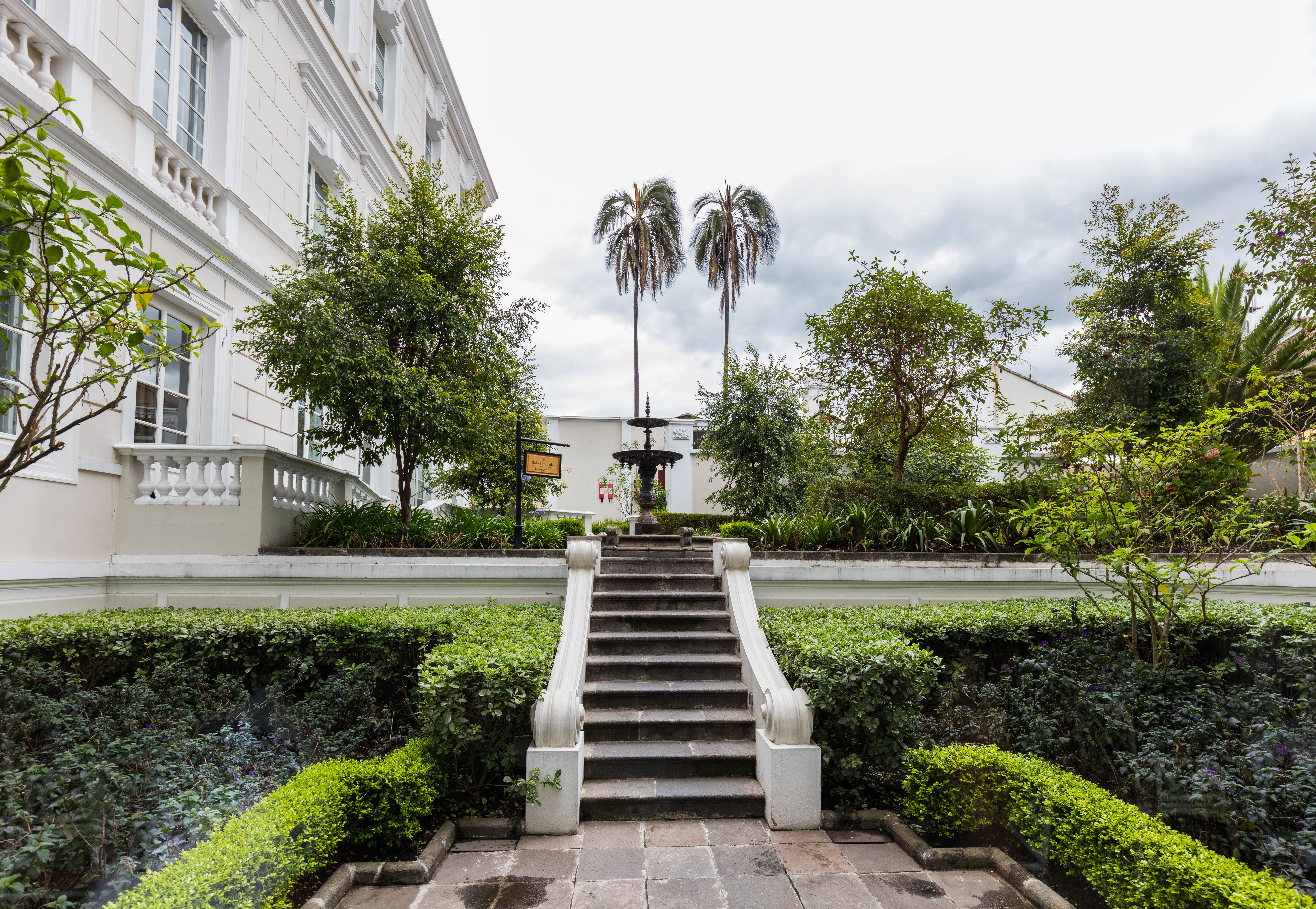
Jardí interior del Palau Gangotena.